# Beit Bialik
Der Beit Bialik (auch Bejt Bialik; hebräisch בֵּית בִּיאָלִיק ‚Haus Bialik‘) in Tel Aviv war die letzte Station an Wohn- und Schaffensorten von Israels Nationaldichter Chaim Nachman Bialik (1873–1934) und wurde nach seinem Tode biographisches Museum zu seinem Leben und Werk. Der Beit Bialik ist zudem Forschungsstätte mit Archiv und Fachbibliothek und als Bau eine bekannte Landmarke des Eklektizismus und damit beispielhaft fürs Bauen in den Gründungsjahren Tel Avivs.
Das Gebäude entstand von 1924 bis 1926 nach Plänen Joseph Minors im Stil eines neo-östlichen Eklektizismus mit orientalisierenden Anklängen, der Einflüsse Alex Baerwalds erkennen lässt, dessen Schüler Minor gewesen war. Die in Denkmalpflege spezialisierte Architektin Nitza Metzger-Szmuk, 1990 bis 2002 Konservatorin Tel Avivs, besorgte 2006 bis 2009 die fachgerechte Restaurierung. Trägerin des Hauses ist die Stadt Tel Aviv-Jaffa darin unterstützt von Aguddat ha-Soferim ha-ʿIvrijjim (Verband hebräischer Schriftsteller) und israelischem Ministerium für Kultur und Sport.

## Lage

Tel Avivs Welterbezonen mit dem Beit Bialik im Quartier Bialik (Zone C)

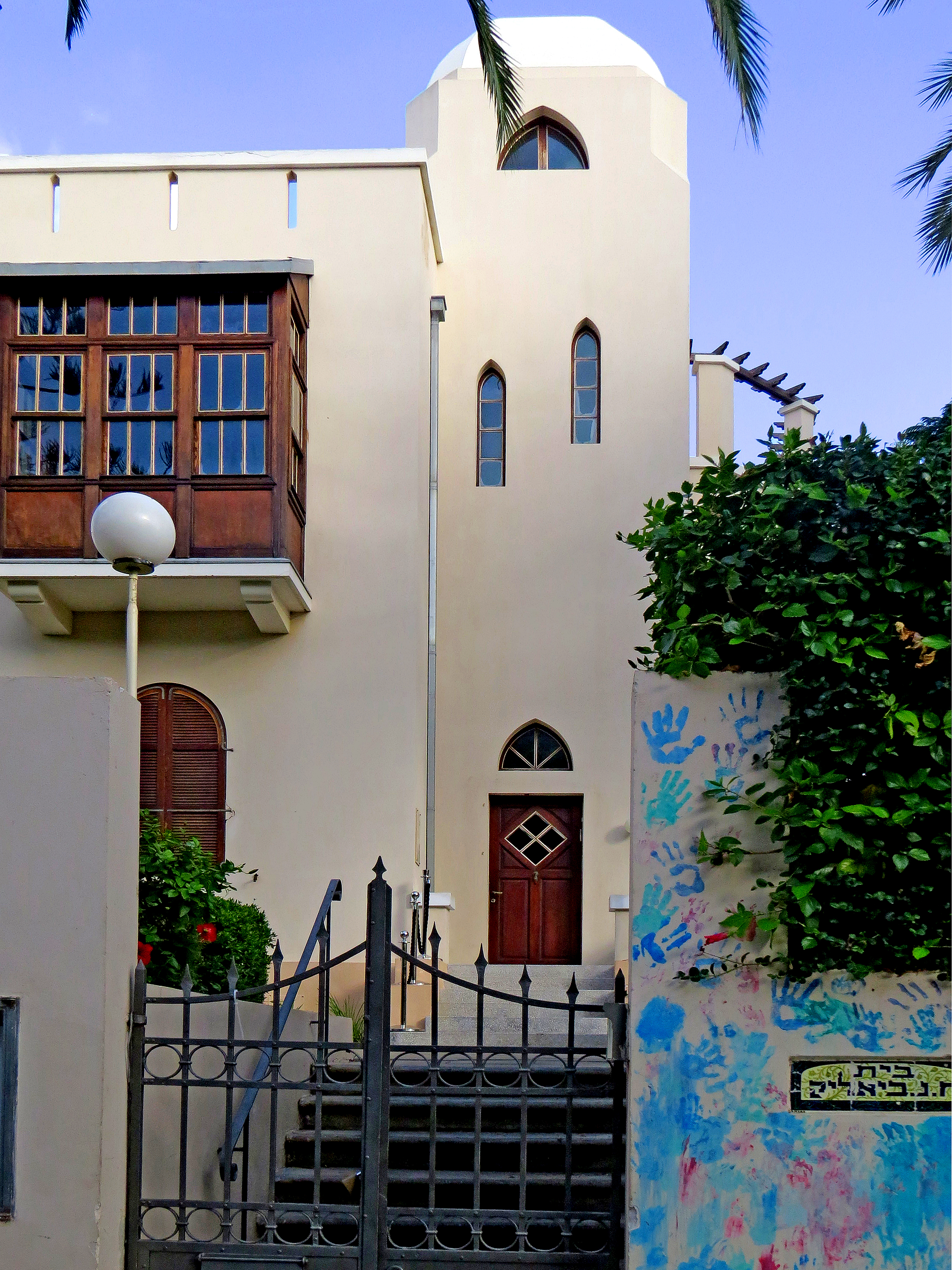
Eingang unten im Wartturm (Südwesteck des Baus), links (nordwestlich) flankiert vom Erker der Bibliothek und rechts von der Pergola der Dachterrasse, 2014

Der Beit Bialik im Rechov Bialik 22 (רְחוֹב בִּיאָלִיק ‚Bialikstraße‘) und an dessen ehemaligem Wendeplatz namens Kikkar Bialik (כִּכָּר בִּיאָלִיק ‚Bialikplatz‘) befindet sich in einem Viertel, das als Bauerwartungsland von der Terraingesellschaft Geʾullah erworben wurde, die ihre Neubaugebiete 1914 mit Tel Aviv verwaltungstechnisch vereinigte. Das Adamat Geʾullah (אַדְמַת גְּאֻלָּה ‚Boden der Erlösung‘) genannte Gebiet, dessen Toponym mit Tel Avivs rasanter Entwicklung in Vergessenheit geriet, wird heute mit weiteren Siedlungskernen subsumiert unter Tel Aviv ha-Qəṭannah (תֵּל־אָבִיב הַקְּטַנָּה ‚Klein Tel Aviv‘), das mit weiteren Vierteln zum Stadtteil 5 gehört, der mit den Stadtteilen 3, 4 und 6 den Bezirk Mitte bildet.
Das Viertel bildet eine ruhige Wohnlage und wurde in den 1930er Jahren eine beliebte und dadurch gediegen bebaute, gehobene Wohngegend. Der Beit Bialik liegt auf einem Dünenhügel und ist umgeben von Bauten des Eklektizismus und mehrheitlich des Internationalen Stils, eingebettet in seichte Höhenunterschiede der seewärtigen, heute überbauten Dünen. Die Straße und ihre Umgebung sind innerhalb des UNESCO-Schutzbereichs als Quartier Bialik (oder Zone C) des Welterbes Weiße Stadt Tel Aviv definiert. Tel Avivs Weiße Stadt ist ein Erhaltungsgebiet, das die UNESCO 2003 als Welterbe verzeichnete und die größte Ansammlung von Gebäuden im Stil des Bauhauses der Welt darstellt.
Der Beit Bialik steht unter Denkmalschutz, viele Gebäude in der Nähe sind ebenfalls Baudenkmäler wie das an der Kikkar Bialik gegenüberliegende stadtgeschichtliche Museum im Beit haʿIr (בֵּית הָעִיר ‚Stadthaus‘), 1925 von Mosche Czerner als Ph. Skora’s Building erbaut für Philip Eliʿezer Skora, und diesem südlich benachbart der ebenfalls eklektizistische Beit Schmuʾel Balder (Rechov Idelson 31) aus dem Jahr 1925 vom Namensgeber. Zweites Haus weiter nördlich an der Kikkar Bialik ist das Felicja-Blumental-Zentrum für Musik und -Bibliothek (מֶרְכָּז לְמוּסִיקָה וְסִפְרִיָּה עַל שֵׁם פֵלִיצְיָה בּלוּמֶנְטָל Merkaz lə-Mūsīqah wə-Sifrijjiah ʿal schem Felicja Blumental), 1995–1997 von Nili Portugali (נִילִי פּוֹרְטוּגָּלִי), repliziert als Fassade jene des Vorgängerbaus an gleicher Stelle, des Beit Schenkar, 1931 von Dov Herschkovitz (דֹּב הֶרְשְׁקוֹבִיץ; 1878–1935) als Wohnhaus für den Industriellen und Mäzen Arie Schenkar (אַרְיֵה שֶׁנְקָר; 1887–1959) und Familie erbaut und 1994 abgebrochen.

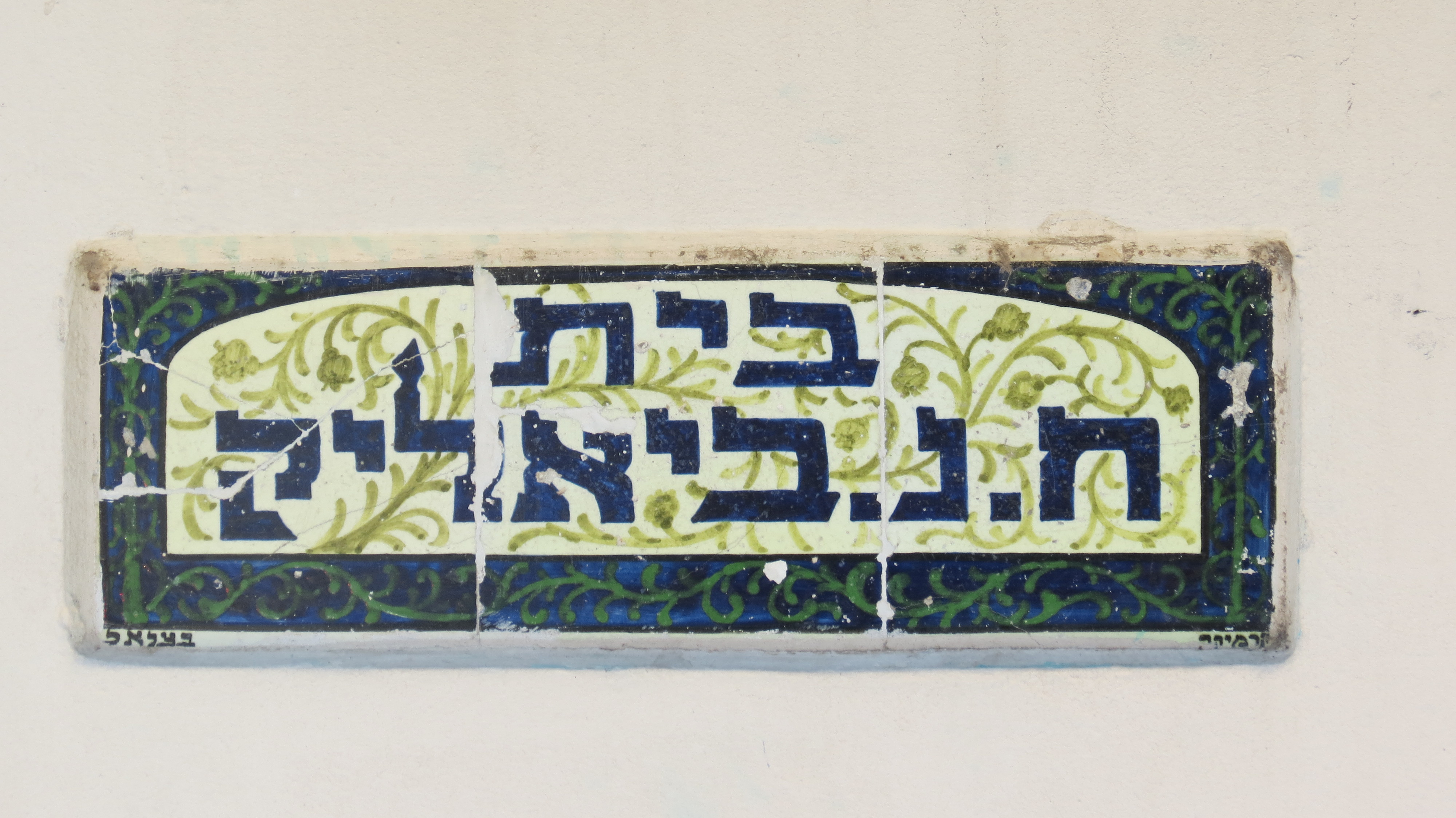
Keramiktafel mit Namen des Hauses Beit Ch. N. Bialik

Dem Beit Bialik direkt gegenüber befindet sich am Rechov Bialik 21 Ecke Kikkar Bialik und Rechov Idelson das private kenntnisreiche und gut ausgestattete Bauhaus-Museum des Sammlers Ronald Stephen Lauder. Diesem wiederum gegenüber am Rechov Idelson 29 in Sichtweite vom Beit Bialik, befindet sich der Beit Liebling, jetzt Informations- und Besucherzentrum des Welterbes Weiße Stadt Tel Aviv. Unweit weiter südlich im Rechov Bialik 14 ist das intime Museum Beit Rubin zu Leben und Œuvre des Malers Reʾuven Rubin.

## Nutzung heute
Der Beit Bialik ist ein aktives Museum mit Dauerausstellung, Bibliothek und Archiv zu Leben und Werk Chaim Nachman Bialiks. Der aufwändig rekonstruierte Bau ist selbst ein Schaustück mit wiederhergestelltem ursprünglichem Interieur und Originalmöbeln und Kunstwerken aus Bialiks Sammlung. Nach Bialiks Tode übernahmen es Freunde seiner und die 1921 auf seine Initiative gegründete Aguddat ha-Sofrim ha-ʿIvrijjim (אֲגֻדַּת הַסּוֹפְרִים הָעִבְרִיִּים ‚Verband der hebräischen Schriftsteller‘) die Erhaltung und Umgestaltung des Wohnhauses der Bialiks zu Museum, Gedenk- und Forschungsstätte Beit Bialik.
Der Beit Bialik dient seit 1937 als Museum und Archiv für den Nachlass Bialiks mit all seinen Reden, Archivalien zu seinen kulturellen Aktivitäten, seinen Artikeln, Manuskripten, Fragmenten von Gedichten, Erzählungen und erweitert ihn, in dem es alles sammelt, was mit dem Dichter und seinem Werk in Verbindung steht, von Objekten der Folklore über Briefe und Photos von und zu Bialik aus Nachlässen anderer Personen bis zu Literaturzeitschriften, wissenschaftlicher und populärer Sekundärliteratur. Der langjährige Direktor Moscheh Ungerfeld hatte bis in die 1980er Jahre eine Forschungsbibliothek mit 60'000 Bänden aufgebaut, davon reichlich jüdisch religiöse Literatur, darunter viele seltene Erstausgaben.

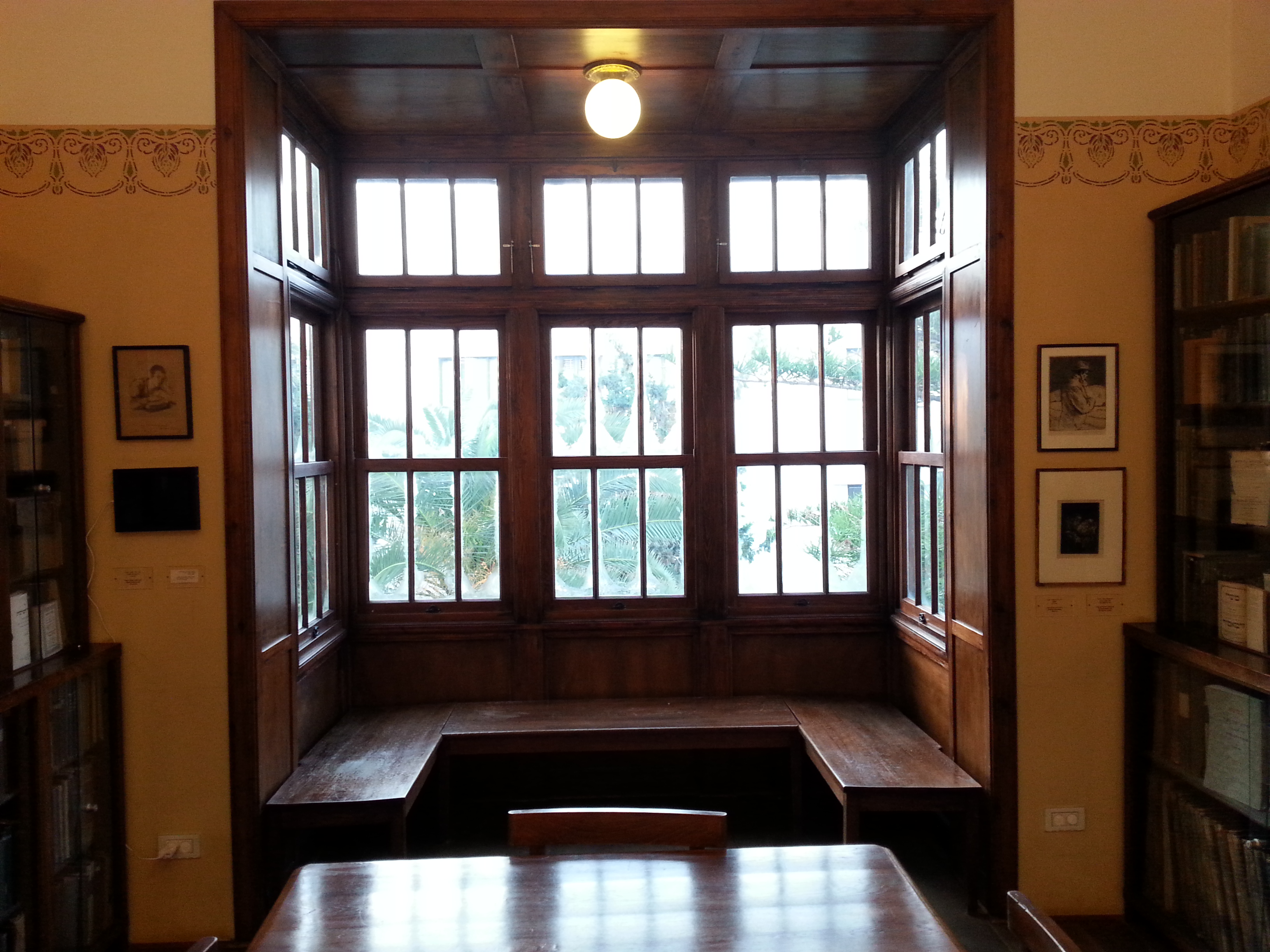
Erker in der Bibliothek, 2018

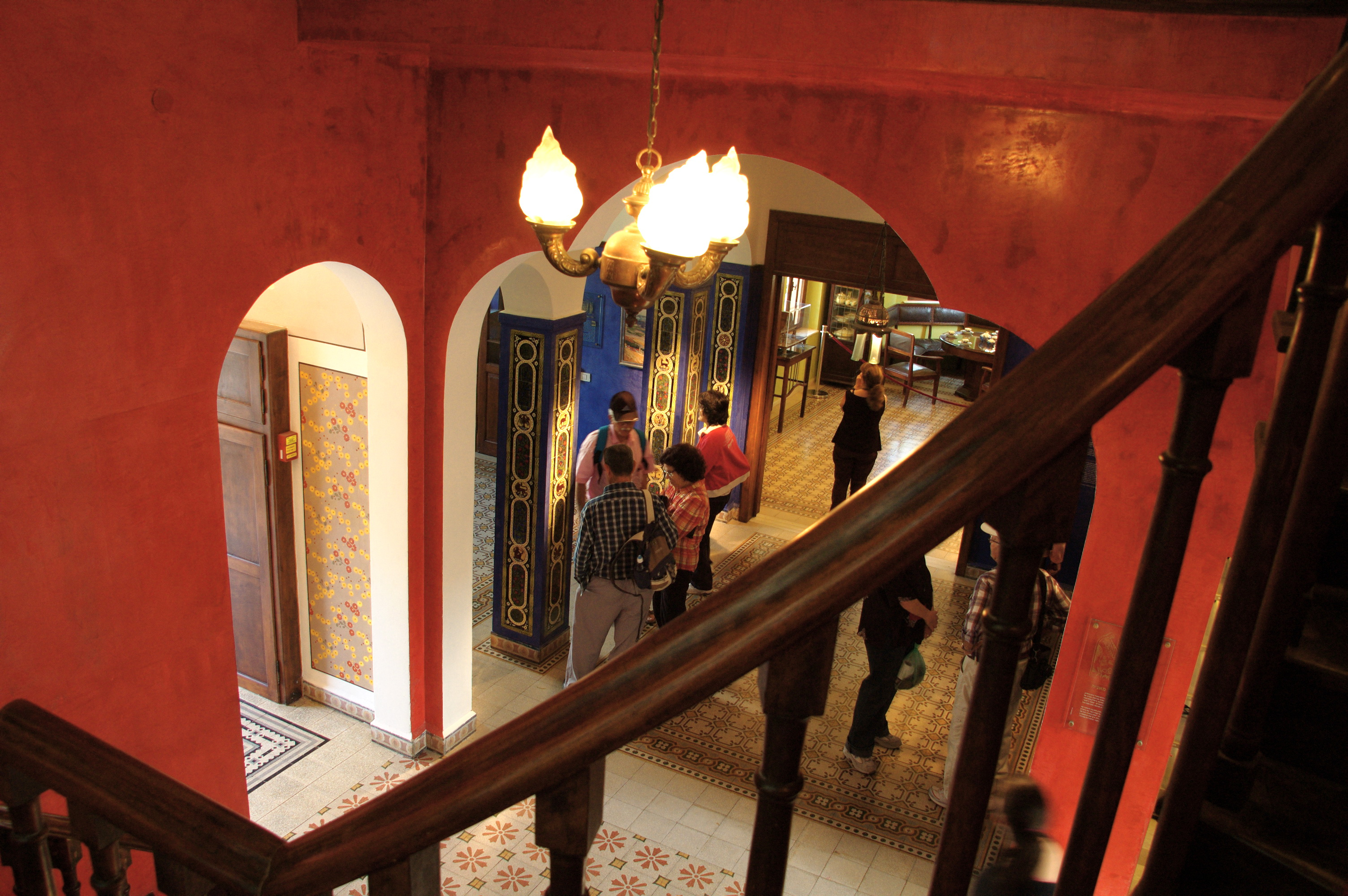
Blick von der Treppe, die in den ersten Stock führt, in die Halle mit Pfeilerdurchbruch zum Kaminzimmer und Sitzecke im Norderker, 2013

Der Bibliotheksraum im Hause diente bis 1984 als öffentliche Bücherei, v. a. für Jugendliche, mit Leihverkehr aus einem entsprechenden Bücherbestand, während in jenen Jahren Bialiks Büchersammlung im Archiv untergebracht war. Die Redaktion des Monatsmagazins Moznajim (מֹאזְנַיִם ‚Waage‘) des Schriftstellerverbands hatte ihren Sitz im Hause. Seit der Wiedereröffnung 1991 nach sieben Jahren Renovierung und Neukonzeption stehen Bialiks Bücher wieder in den dafür nach Minors Design geschaffenen Regalen und Vitrinen.
Bialiks Sammlung von etwa 4'000 Büchern, davon viele von den Autoren persönlich bewidmet, spiegelt seine kulturellen Quellen und Interessensgebiete sowie seine sprachlichen Fähigkeiten wider, ein Gros der Bücher befasst sich mit dem jüdischen Themenkanon, die vor allem in Hebräisch, Jiddisch, Deutsch und Russisch abgefasst sind. Bialik war gegen den hölzerner Erker der Bibliothek, doch Minor überzeugte ihn, dass der Beit Bialik in seiner Straßenfront einen Erker brauche, wie ein Gesicht eine Nase. Bialik nutzte seine Bibliothek für Recherchen zu seinen Essays, nonfiktionalen Schriften und Redaktionstätigkeit im Verlag Dvir.
Die Dauerausstellung ab 1991 erstellten Ziva Shamir (זִיוָה שָׁמִיר Sīwah Schamīr), 1940 bis 2010 Literaturwissenschaftlerin der Universität Tel Aviv, und der italienisch-israelische Theaterwissenschaftler Jonathan Dubossarsky, ab 1984 Leiter des Beit Bialik, gestalterisch in Zusammenarbeit mit der Weishoff ʿIzzuv wa-Hafaqah BaʿA"M der Graphiker Ariʾella Weishoff und Eliʿeser Weishoff (אֱלִיעֶזֶר וַיְסְהֹוף).
Die Ausstellung umfasst 15 Stationen, zum Gebäude und den Bauplänen (Nr. 1), zu Bialiks Kindheit (2), Etappen auf seinem Weg als Lernernder und Gelehrter (3), Bialik in Tel Aviv (4), alle im Parterre, und zu seinem Schaffen im ersten Stock, so zu seinen frühen Werken (5), zu seiner Lyrik (6), als Poet des Zorns über den Pogrom von Kischinjow (7), zu seinen langen Gedichten (8), zu Bialiks Prosa und Essays (9), zu seinem Schaffen als Herausgeber und Kompilator von Sammelwerken wie der Sefer ha-ʾAggadah, die Sippurei ha-Miqra (eine Kinderbibel), mittelalterliche Schriften ibn Gabirols und ibn ʿEsras, Kommentare zur Mischna, technische Wörterbücher des Hebräischen (10), zu seinen Werken der Kinderliteratur (11), zu seinem Wirken in Volkskunde und Volksdichtung (12), zu Bialik als Verfasser in und Verfechter des Jiddischen (13), zu seinem Übersetzungswerk wie Wilhelm Tell, Don Quijote, Dybbuk und Theaterstücke (14) und schließlich (15) zu seinem Ableben.

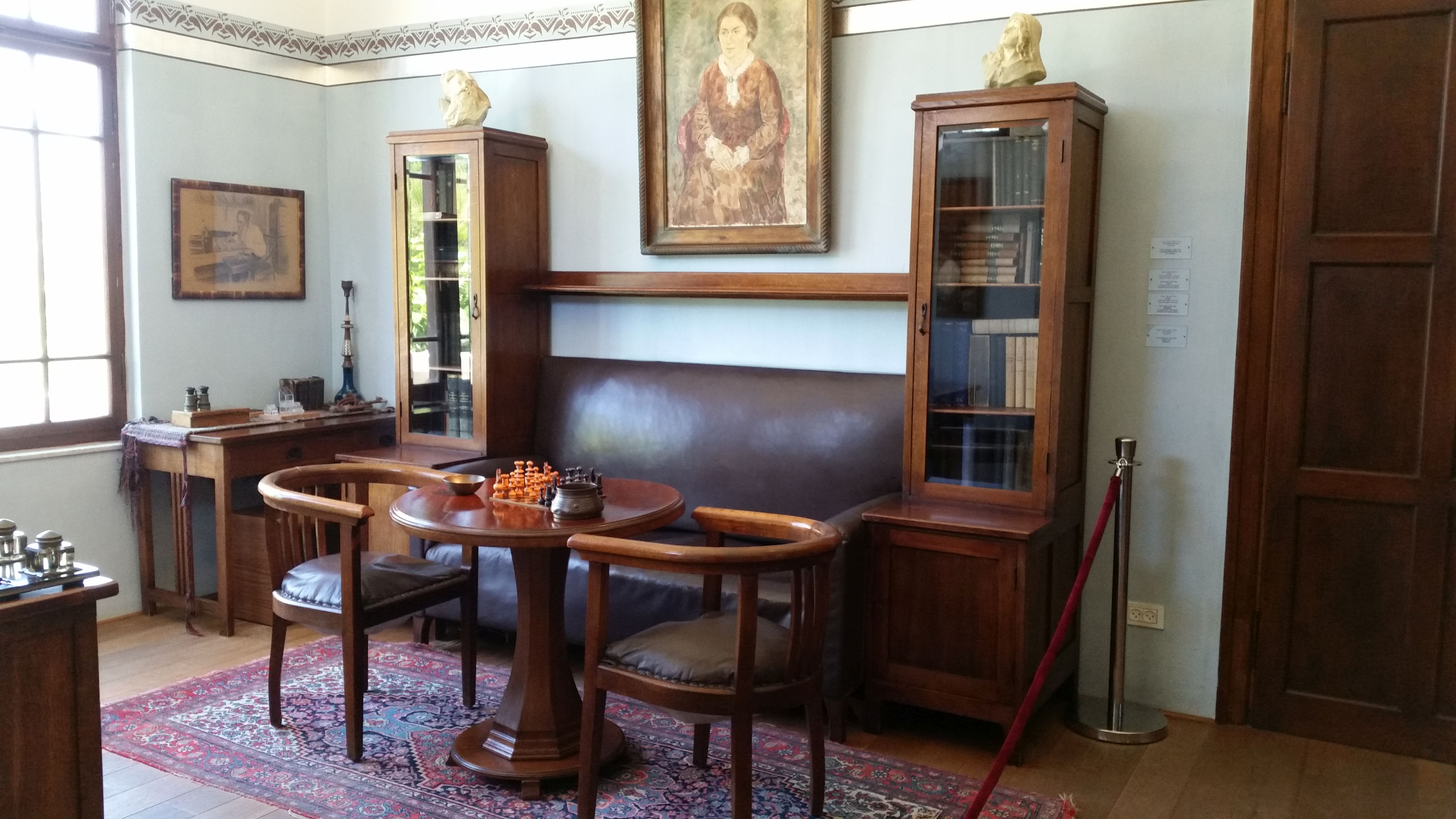
Porträt Manja Bialiks über Sofa, Spiel- und Ablagetisch in Bialiks Arbeitszimmer, 2015

Das Architekturbüro Nitza Metzger-Szmuk renovierte und rekonstruierte zwischen 2006 und 2009 den Beit Bialik so originalgetreu wie möglich. Dabei wurden die originale, orientalisch beeinflusste Farbgebung ermittelt und den Wänden zurückgegeben. Der Keller wurde flächenmäßig verdoppelt, isoliert und klimatisiert, um Bücher und Archivalien dort unbeschadet zu bewahren, was vorher nicht immer der Fall war. Im Archiv, weltweit größte Sammlung zu Bialik, finden sich Autographen, Briefe und 300 Manuskripte, dazu Neuerwerbungen aus Käufen und Schenkungen. Ungerfelds Engagement verdankt das Archiv viele Rara, wie Handschriften frühen hebräischen Journalismus. Das Archiv empfängt regelmäßig Forscher und ist ihnen bei Recherchen dienlich.

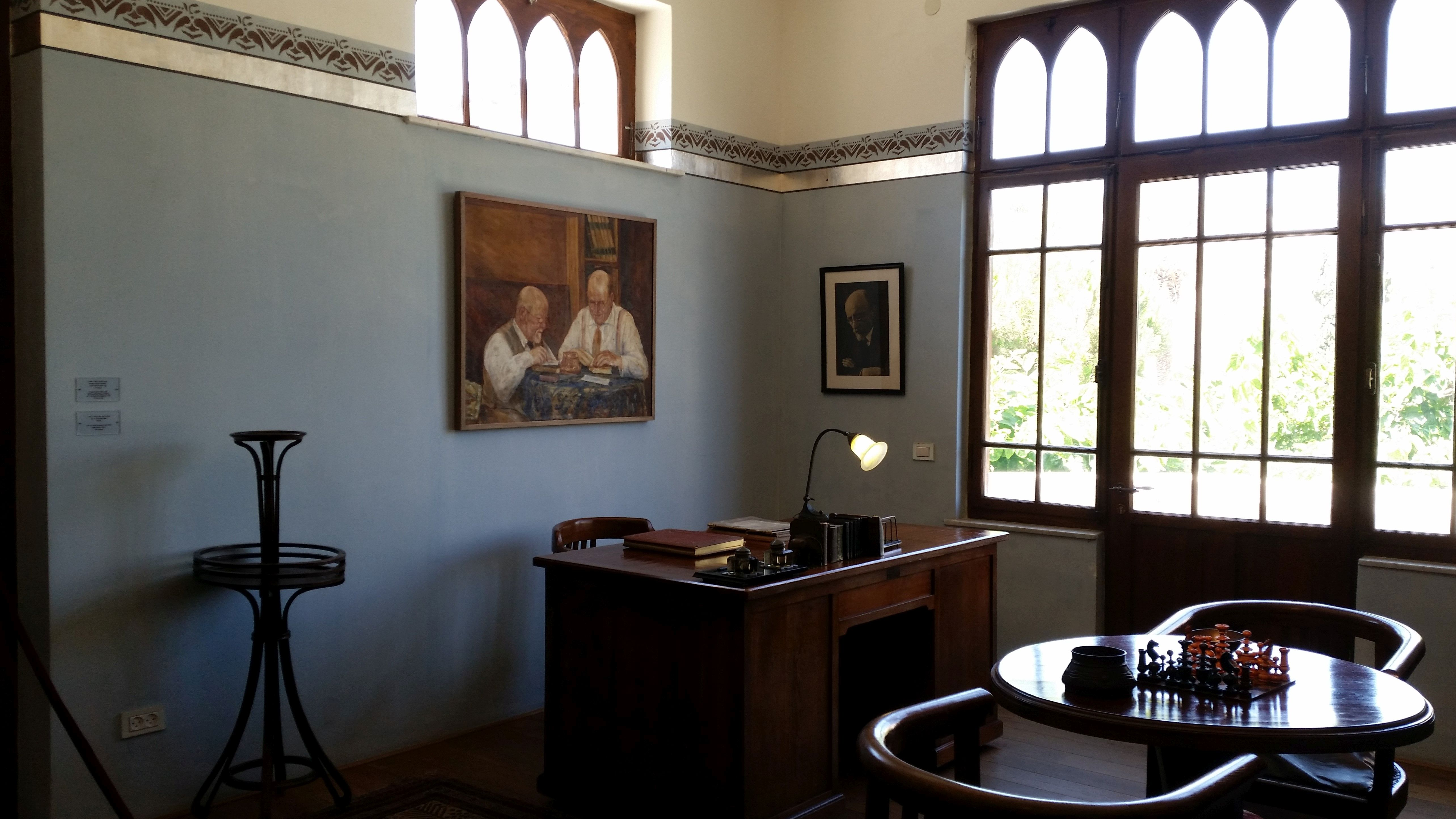
Spiel- und Schreibtisch vor Bildern von «Bialik mit Rawnitzki beim Studium» und von «Achad HaʿAm» mit Nordfenster, 2015

Im Obergeschoss wurden Bialiks Arbeits- und das eheliche Schlafzimmer 2009 wieder öffentlich zugänglich, ersteres war bis 2006 Büro. Außer dem Schreibtisch gibt es einen länglichen Ablagetisch, wo sich Druckfahnen, zur Rezension eingesandte Bücher und andere Arbeiten und Vorhaben des Verlages Dvir stapelten. Bialik arbeitete meist gemeinsam mit Jehoschuʿa Chane Rawnitzki (יְהוֹשֻׁעַ חַנֵא רַבְֿנִיצְקִי; 1859–1944) so unter anderem am monumentalen Sefer ha-Aggadah, einer umfassenden Kompilation rabbinischer Legenden aus Talmud und Midrasch.

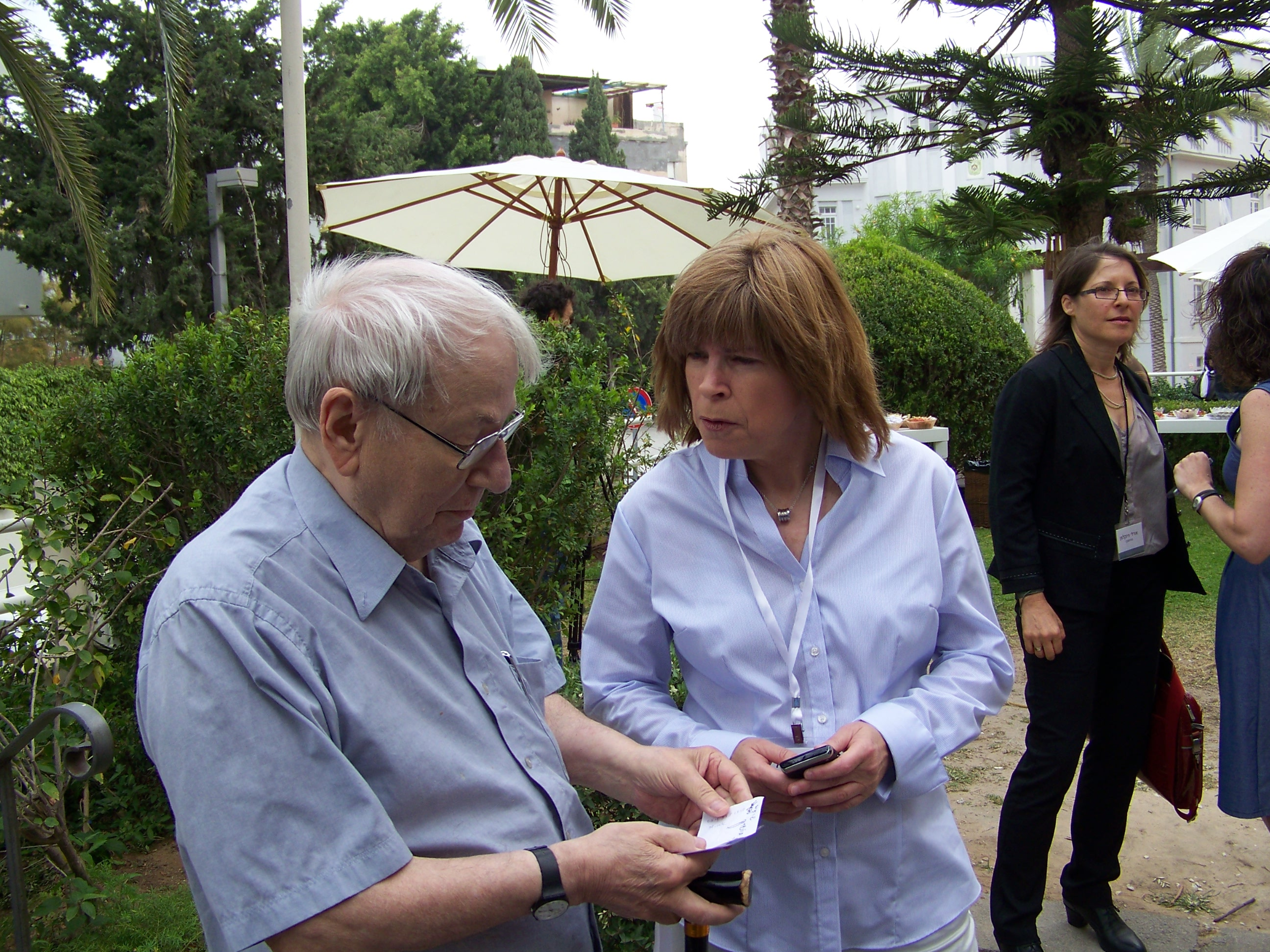
Yoram Kaniuk und Iris Barʾel, Steimatzky-Vorstand, im Garten des Beit Bialik bei einer Veranstaltung am 26. Mai 2010

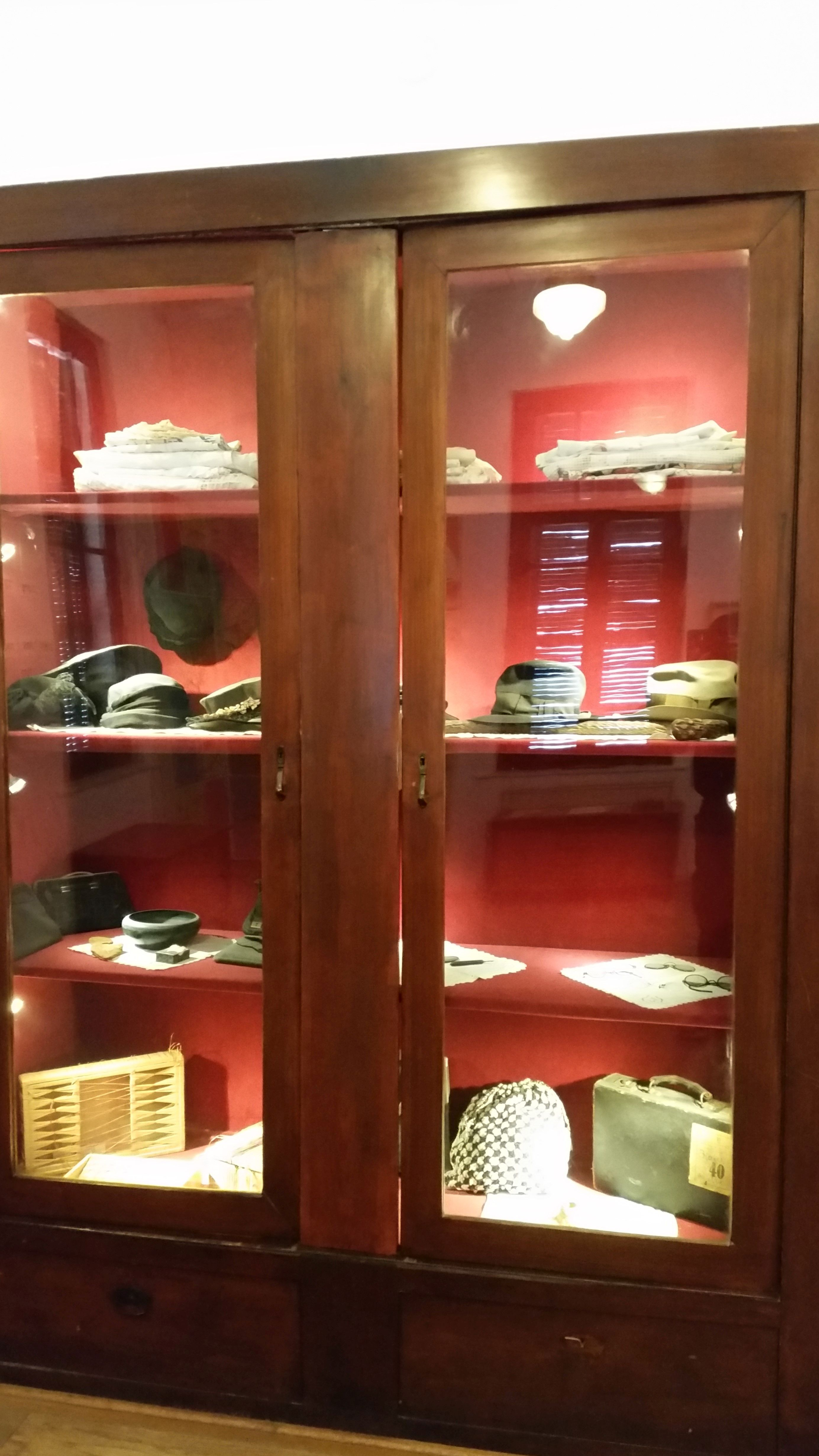
Wandschrank mit persönlichen Sachen der Bialiks, 2015

Das eheliche Schlafzimmer, das bis 1984 als Vorführraum diente, wendet sich mit entsprechender Pädagogik an Kinder, die das Museum besuchen. Bialik, der ein begeisterter Kinderbuchautor war, und seine Frau hatten sich immer Kinder gewünscht, blieben aber zu ihrem Leidwesen ohne. Vom Originalmobiliar des Schlafzimmers blieb allein ein Einbauschrank erhalten, worin persönliche Kleidungs-, Schmuckstücke und derlei Accessoires der Eheleute Bialik ausgestellt sind.
Veranstaltungen wie Lesungen, Vorträge, Colloquien und Buchvorstellungen führen das Haus als Stätte hebräischer Kultur und Treffpunkt hebräischer Autoren fort. Der Beit Bialik zeigt neben der Dauer- auch zwei jährlich wechselnde Ausstellungen. Wie weitere städtische Institutionen in der Nähe, die stadtgeschichtliche Sammlung im alten Rathaus, der Beit Liebling, der Beit Rubin und das Felicja-Blumenthal-Zentrum für Musik, gehört der Beit Bialik zum Mitcham Bialik (מִתְחַם בִּיאָלִיק ‚Bialik-Verbund‘), dem Zentrum hebräischer Kultur der Stadt Tel Aviv.

## Geschichte

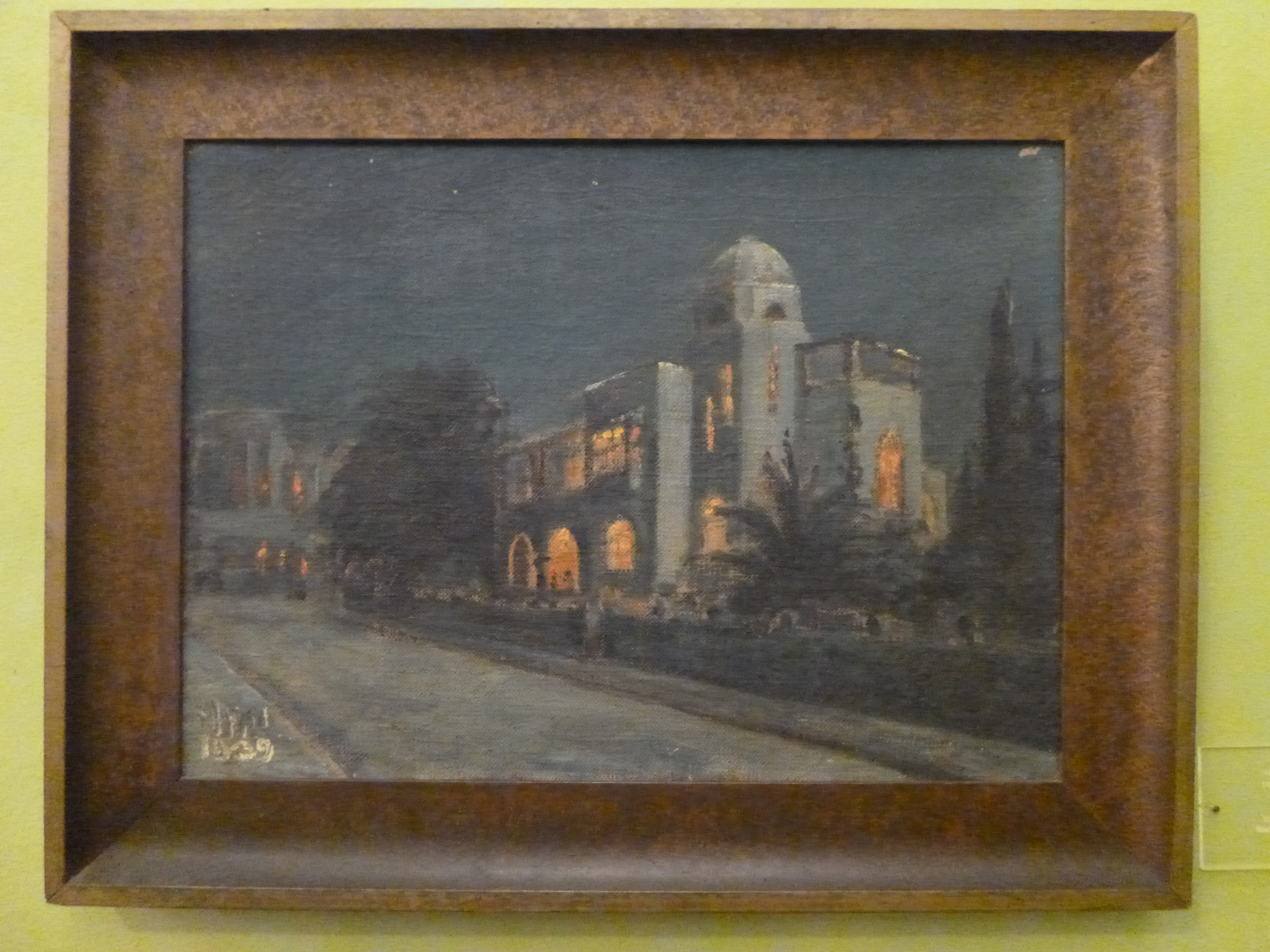
Joseph Minor: «Beit Bialik bei Nacht» (1939), ein Gemälde im Kaminzimmer

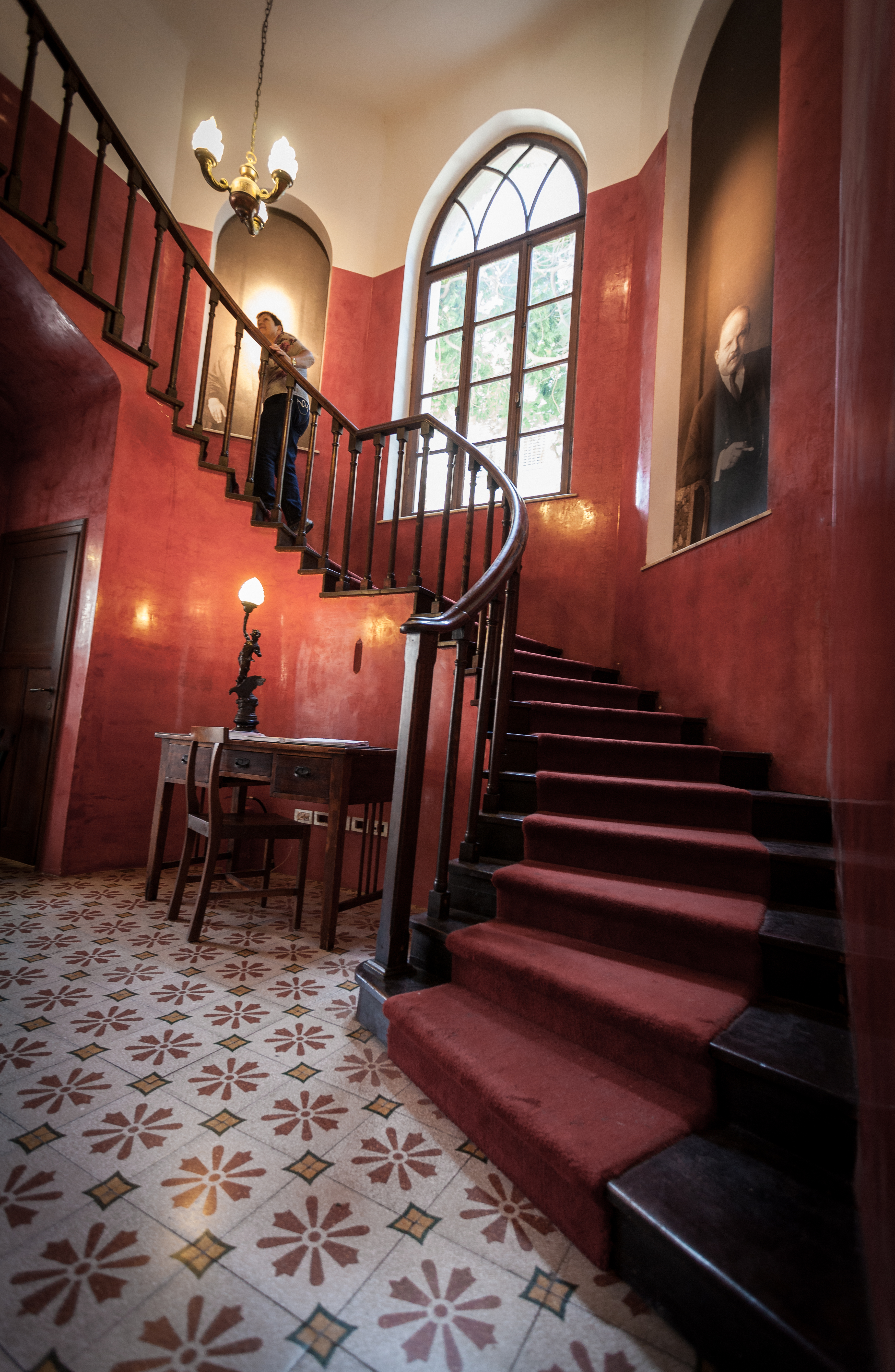
Treppe in den ersten Stock mit Photos von Hausherr und Hausherrin (überblendet), 2014

Der Bauherr, Chaim Nachman Bialik (1873–1934), als größter hebräischer Literat der Moderne angesehen, lebte vor Bau des Hauses seit September 1921 in Berlin. Viele Juden entflohen Bürgerkrieg, Antisemitismus, Hungertod und Diktatur in der Sowjetunion und benachbarten Gebieten, darunter auch viele jiddische und hebräische Literaten — besonders nachdem die Bolschewiki die Beschäftigung mit hebräischer Sprache und Kultur für konterrevolutionär erklärt hatten —, die auf der Suche nach Aufnahme und Auskommen in Berlin auf eine findige, innovative und höchst qualitätvolle Verlagsindustrie trafen, die in der Inflation händeringend nach Wegen suchte, zumindest einen Teil ihrer Erlöse der Vernichtung durch den Währungsverfall zu entziehen, weshalb sie sich verstärkt auf den Export in Hartwährungsländer verlegte.
Dazu trieben Verlage im eigenen Hause wie auch als Kapital gebende Beteiligte an neuen Verlagen das Herausgeben und Drucken fremdsprachiger Titel voran, wodurch vielfältige Verlagswesen in den Sprachen Hebräisch, Jiddisch und Russisch entstanden, was eine entsprechende Verleger- und Literatenszene nach Berlin zog. Bialik hatte mit Simchah Ben Zion  (שִׂמְחָה בֵּןְ צִיּוֹן; 1870–1932), Meʾir Dizengoff, Elchanan Löb Lewinsky (אֶלְחָנָן לֶיבּ לֶוִינְסְקִי; 1857–1910) und Jehoschuʿa Chane Rawnitzky 1901 in Odessa einen Verlag namens Moriah gegründet, der hebräische Lehr-, Schul- und Kinderbücher publizierte. Nachdem in der Sowjetunion die Herausgabe hebräischer Bücher, mit Ausnahme solcher für den religiösen Gebrauch, als konterrevolutionär verboten worden war, galt dies auch für den Verlag.

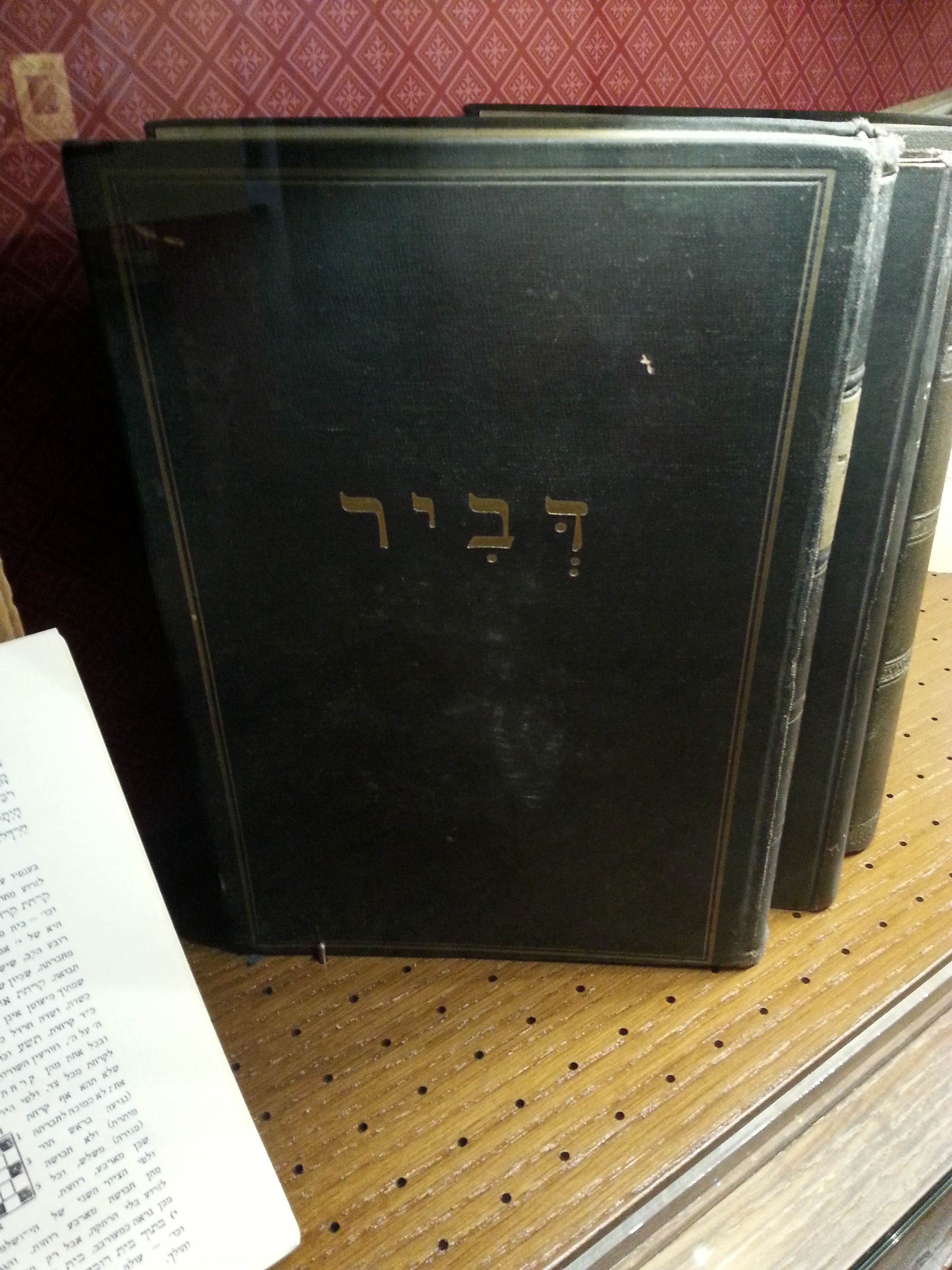
Einband mit Einprägung in Bialiks Bibliothek, 2018

Die Teilhaber ließen 1919 Moriah (מֹרִיָּה Morijjah) in Berlin als Firma neu eintragen und fortführen, wobei sie der sowjetische Speiseölindustrielle Elijjahu Pajenson (אֱלִיָּהוּ פָּאיֶנְסוֹן) finanziell unterstützte, bevor die Sowjetregierung auch ihn 1920 enteignete. Moriah publizierte in Berlin neben dem bisherigen Programm in der Edition Moriah auch anspruchsvolle hebräische Literatur für Erwachsene in der neuen Edition Dvir (דְּבִיר), wohinter als spiritus rector vor allem Bialik stand. Veröffentlichungen der Edition Moriah wurden 1920 eingestellt.
Als hebräischer Autor konnte Bialik in der Sowjetunion nicht mehr veröffentlichen, Lesungen halten, vortragen oder anderweitig auftreten, weshalb er versuchte auszuwandern, was die Behörden ihm und seiner Frau durch Vermittlung Gorkis schließlich erlaubten. So siedelten sie 1921 nach Berlin über. Bialik war von Berlins hebräischer Kultur beeindruckt, hatte er sonst eine Barriere zwischen seiner Umwelt und sich als hebräischer Dichter und Prosaist gespürt, konstatierte er: „In Berlin jedoch existiert die Barriere nicht.“ Bialik gründete in Berlin einen neuen Verlag namens Dvir (דְּבִיר), in den er den Verlag Moriah mit seiner Edition Dvir überführte. Zudem arbeitete Bialik in der hebräischen Abteilung im Verlag Klal (הוֹצָאַת-כְּלָל), einer Tochter des Ullstein Verlags.

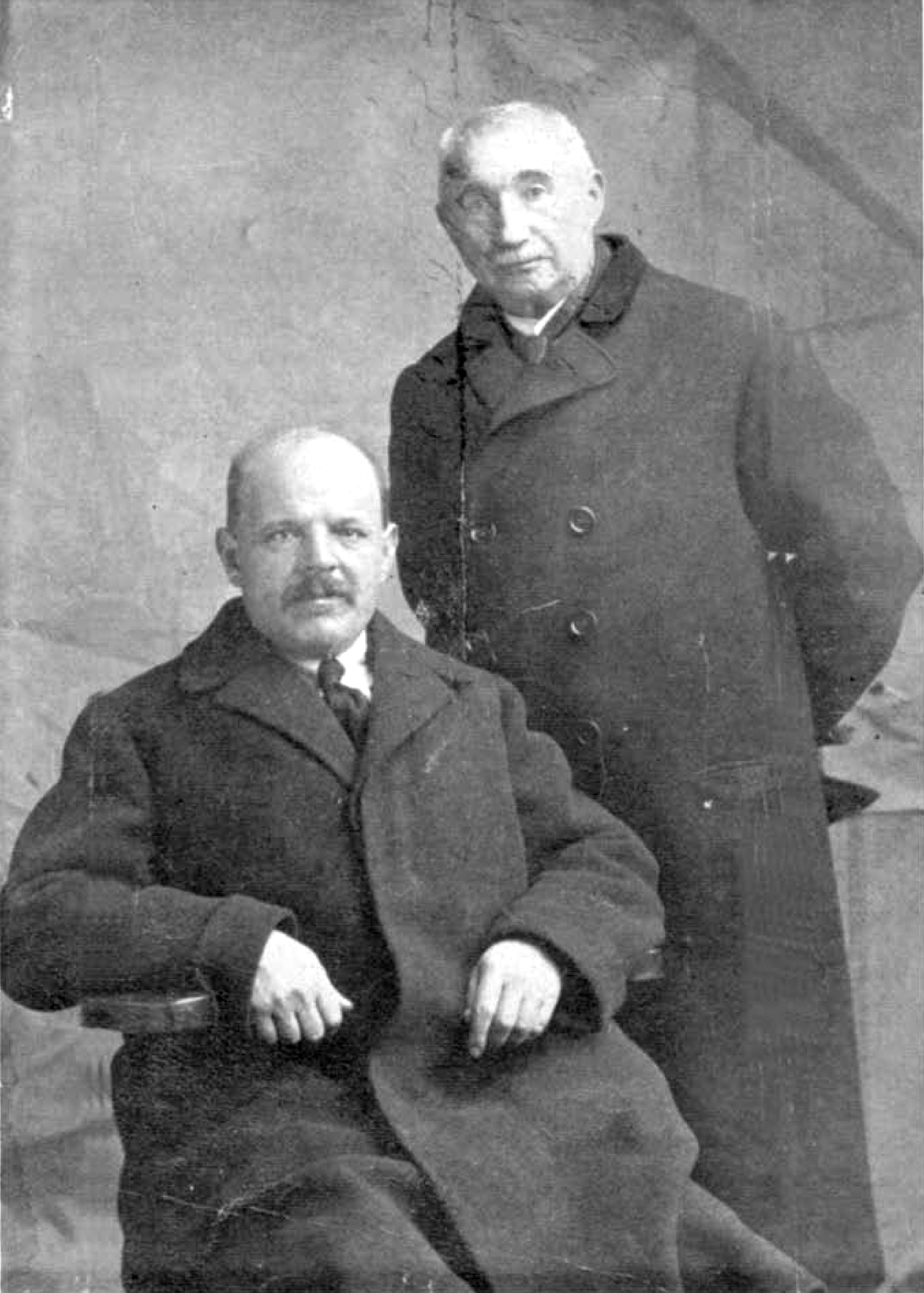
Bialik (sitzend) zu Besuch bei Saul Israel Hurwitz in Berlin, 1920

Im Jahre 1922 erlöste Bialik durch Zahlungen internationaler Subskribenten für die vierbändige Schmuckausgabe seiner teils unveröffentlichten Schriften auf Büttenpapier mit Wasserzeichen des Autors in Ledereinbänden und illustriert durch Holzschnitte Joseph Budkos Devisen im Gegenwert von 20'000 US-Dollar, so dass er ein Grundstück in Tel Aviv kaufen konnte. Am 16. Juni 1922 erteilte Bialik einem Makler in Tel Aviv postalisch Vollmacht, ein Grundstück zu finden und zu kaufen.
Seine Freunde, Dizengoff, Bezalʾel Jaffe und Jehoschuʿa Chane Rawnitzki, Mitteilhaber von Moriah, bat Bialik, dem Makler mit Rat zur Seite zu stehen. Besonders Dizengoff, inzwischen Tel Avivs Bürgermeister, lag sehr daran, große hebräische Kulturschaffende in die Stadt zu holen, um sie als Hauptstadt der zu erneuernden hebräischen Kultur zu etablieren. Nach dem Tode von Saul Israel Hurwitz (שָׁאוּל יִשְׂרָאֵל הוּרוִיץ; 1861–1922) am 8. August 1922 ging die Leitung der hebräischen Abteilung bei Klal in Berlin, der 1922 allein 80 Titel veröffentlichte, an Bialik.
Bialik beauftragte als Architekten den gebürtigen Moskowiter Joseph Minor (יוֹסֵף מִינוֹר; 1885–1966), der bald nach seinem Studienabschluss 1917 nach Berlin gegangen war, wo er im Architekturbüro Alex Baerwalds an dessen Plänen für den Campus auf dem Berge Skopus der Hebräischen Universität Jerusalem mitarbeitete. Minor besuchte Bialiks zu Hause in Berlin, um die Pläne für das Haus in Tel Aviv abzustimmen.
Doch die Alijah der Bialiks und der Baubeginn ließen noch auf sich warten. Bialik überwies Ascher Ginzberg (Achad HaʿAm), einem Freund in Tel Aviv aus beider odessitischer Zeit, Geld und erteilte ihm Vollmacht, auf Bialiks Namen einen Kredit bei der Bank Anglo-Palestine Company (APAC) aufzunehmen, um den Restbetrag durch Schulden zu finanzieren. Am 14. Dezember 1922 bestätigte Bezalʾel Jaffe (בְּצַלְאֵל יָפֶה; 1868–1925) Bialik, den Erhalt des Geldes durch Achad HaʿAm.
Im Januar 1923 versammelten Bialiks Freunde alles, was näher oder ferner in Verbindung zu hebräischer Literatur und Kultur stand, in der damaligen Berliner Philharmonie, um mit ihm seinen 50. Geburtstag zu feiern. Die 1904 in Odessa gegründete und 1910 im Heiligen Land tätig gewordene Terraingesellschaft Geʾullah (גְּאֻלָּה), bei der Dizengoff anfangs als Sekretär gearbeitet hatte, verkaufte Bialik das Grundstück, auf dem heute der Beit Bialik steht.
Dann begleitete Bialik mit seinem Verlag die Gründung der neuen, ab Juni 1923 erscheinenden ersten hebräischsprachigen wissenschaftlichen Zeitschrift דְּבִיר: מְאַסֵּף עִתִּי לְחָכְמַת יִשְׂרָאֵל (Dvīr: Məʾassef ʿittī lə-Chochmat Jisraʾel deutsch ‚Dvir: Periodische Sammlung zur Weisheit Israels‘ [d. h. Wissenschaft des Judentums]), die Ismar Elbogen, Jakob Nachum Epstein und Harry Torczyner von der Hochschule für die Wissenschaft des Judentums redigierten.
Mit dem Ende der Inflation musste in Deutschland Arbeit wieder in harter Währung bezahlt werden und es war kein Preisvorteil mehr dort zu verlegen, zu setzen und zu drucken und im Ausland zu verkaufen. Das Erblühen hebräischer und jiddischer Kultur in Berlin war eine Erscheinung der Inflation und mit dieser vorüber. Manja und Chaim Nachman Bialik zogen 1924 nach Mandats-Palästina. Am 26. März 1924 trafen die Eheleute aus Alexandria kommend am Bahnhof Tel Aviv ein, wo ihnen Bürgermeister Dizengoff im Namen der Stadt unter zahlreicher Beteiligung der Bürger einen feierlichen Empfang bereitete. In seinem Gruß sagte Dizengoff: „Im Namen der Gemeinde Tel Aviv gebe ich Ihnen zu Ehren der Straße Ihren Namen. Sie werden ein Haus auf dem Grundstück bauen, das Sie in dieser Straße haben, und Sie werden unser [Mit-]Bürger sein.“

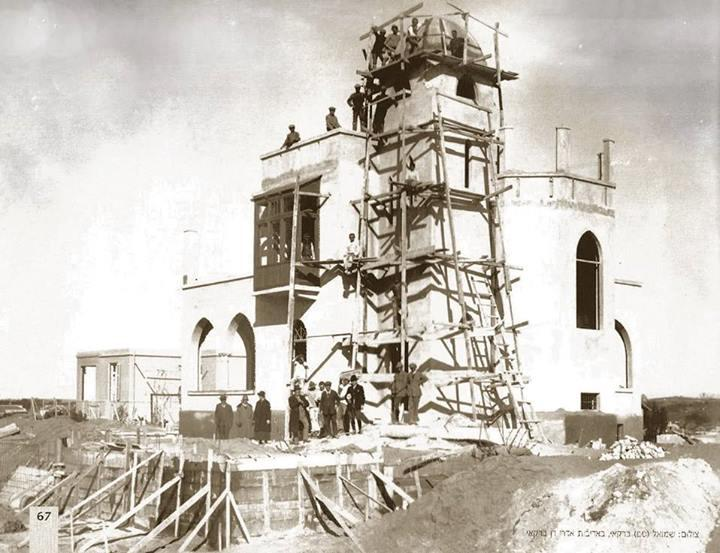
Beit Bialik im Bau, 1926

Im Sommer 1924 wurde in Gegenwart Achad HaʿAms und Joseph Minors der Grundstein für das Haus gelegt. Minor, der schon ein Jahr im Lande war, hatte die Pläne weitgehend geändert, in Berlin atmete sein Entwurf noch die Luft des Funktionalismus, in Tel Aviv stellte er sich in die Nachfolge seines Lehrers Baerwald. In jenen Tagen war in Tel Aviv Eklektizismus in den Baustilen weit verbreitet, Minor verschmolz Elemente verschiedener Baukulturen in seinem Bau, wobei etwas Einzigartiges entstand.

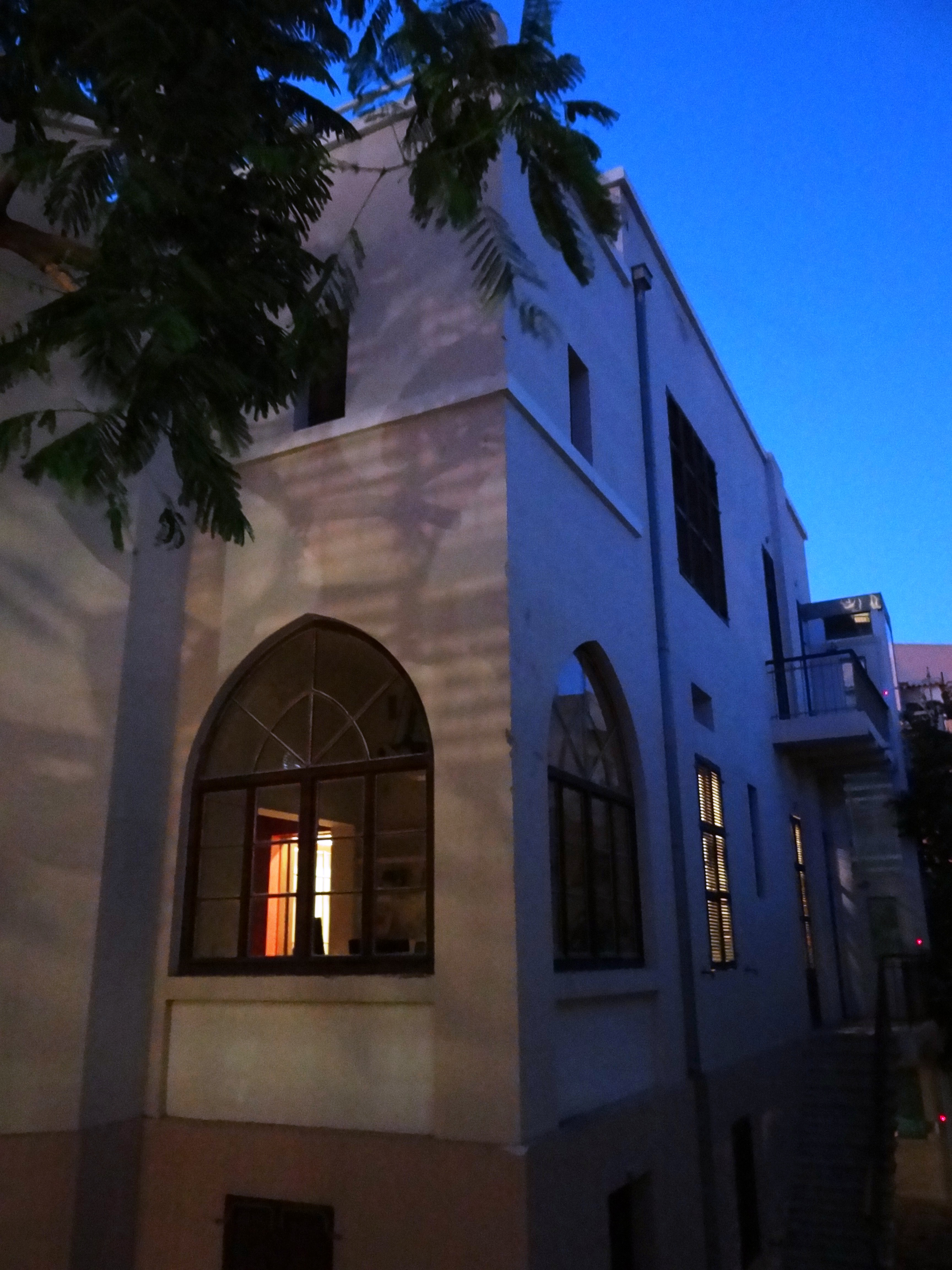
Ostseite des Beit Bialik, 2014

Mit dem Bau war die Firma Moscheh Bermann beauftragt, die Bauaufsicht führte Schmuʾel 'Sammi' Barqaʾi (שְׁמוּאֵל בַּרְקַאי) aus dem Architekturbüro Seʾev Rechters. Er dokumentierte den Baufortgang photographisch, denn Bialik weilte wieder in Berlin, um den Umzug des Verlages Dvir nach Tel Aviv zu organisieren. Während der Bauarbeiten mieteten die Bialiks eine Zweizimmerwohnung im Rechov Hess 8. Als es Zeit war, das Richtfest zu feiern, weigerte sich Bialik dafür zu zahlen, so dass Barqaʾi die Kosten übernahm.
Am 15. Oktober 1924 besuchte Bialik die Baustelle, als gerade die Decke zwischen Hochparterre und Obergeschoss betoniert wurde. Obwohl die Bauarbeiten erst 1926 abgeschlossen waren, weihte Bialik sein Haus an Sukkot 5686 (2.–9. Oktober 1925) ein und empfing seine Freunde und Nachbarn aus Tel Aviv ha-Qəṭannah, was er in den folgenden Jahren jeweils zu Simchat Tora wiederholte, bei welchen Gelegenheiten Bialik und Gäste gemeinsam in seinem Garten sangen. Bialik rief die Institution eines besonderen ʿOneg Schabbat (עֹנֶג שַׁבָּת), eine Reihe von Vorträgen und anderen Bildungsveranstaltungen ins Leben, zu denen jeweils sonnabends früh und nachmittags Bialik und Freunde Impulsreferate hielten, um deren Inhalte dann mit dem Publikum zu debattieren.

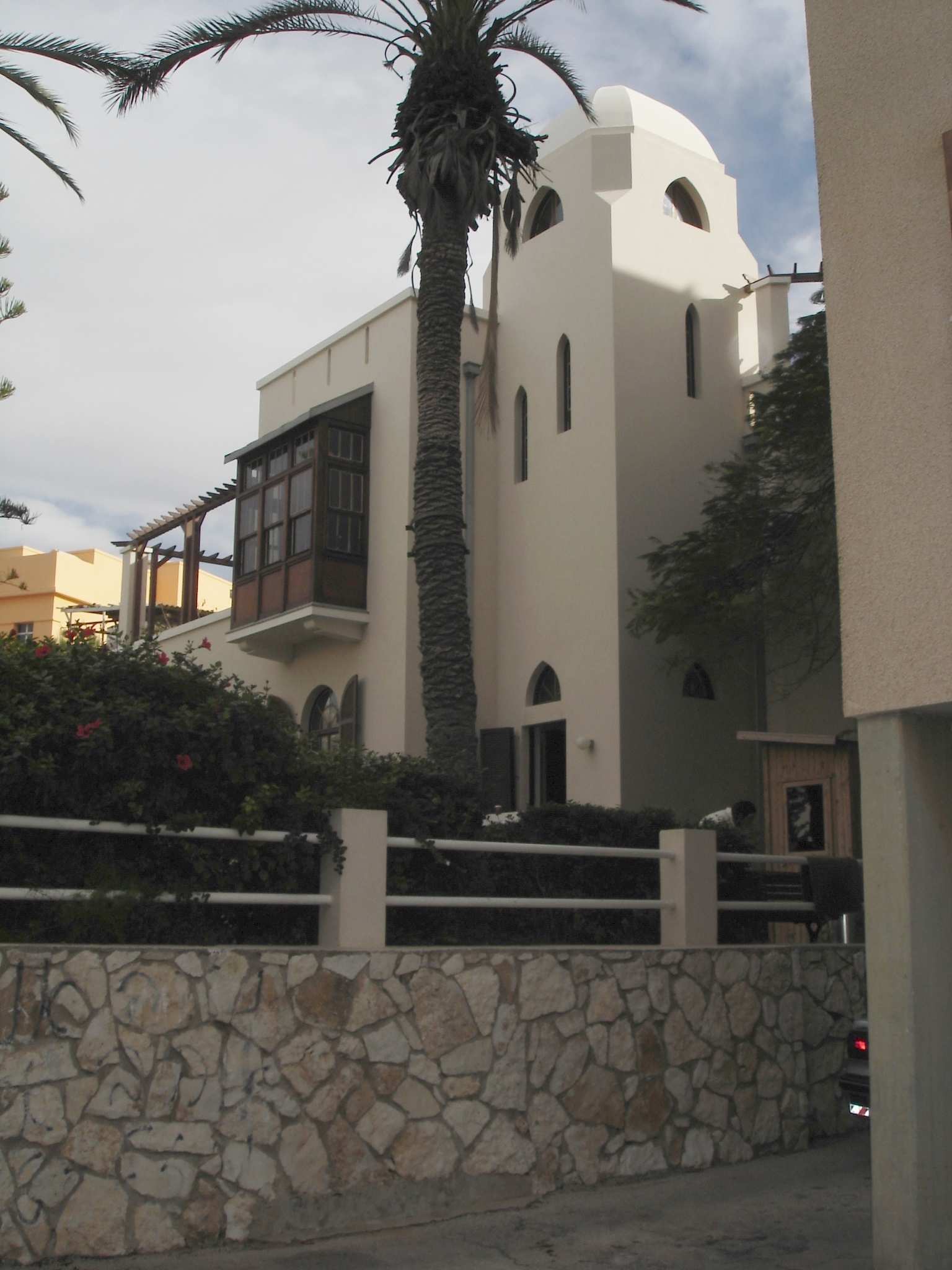
Wartturm des Beit Bialik, 2009

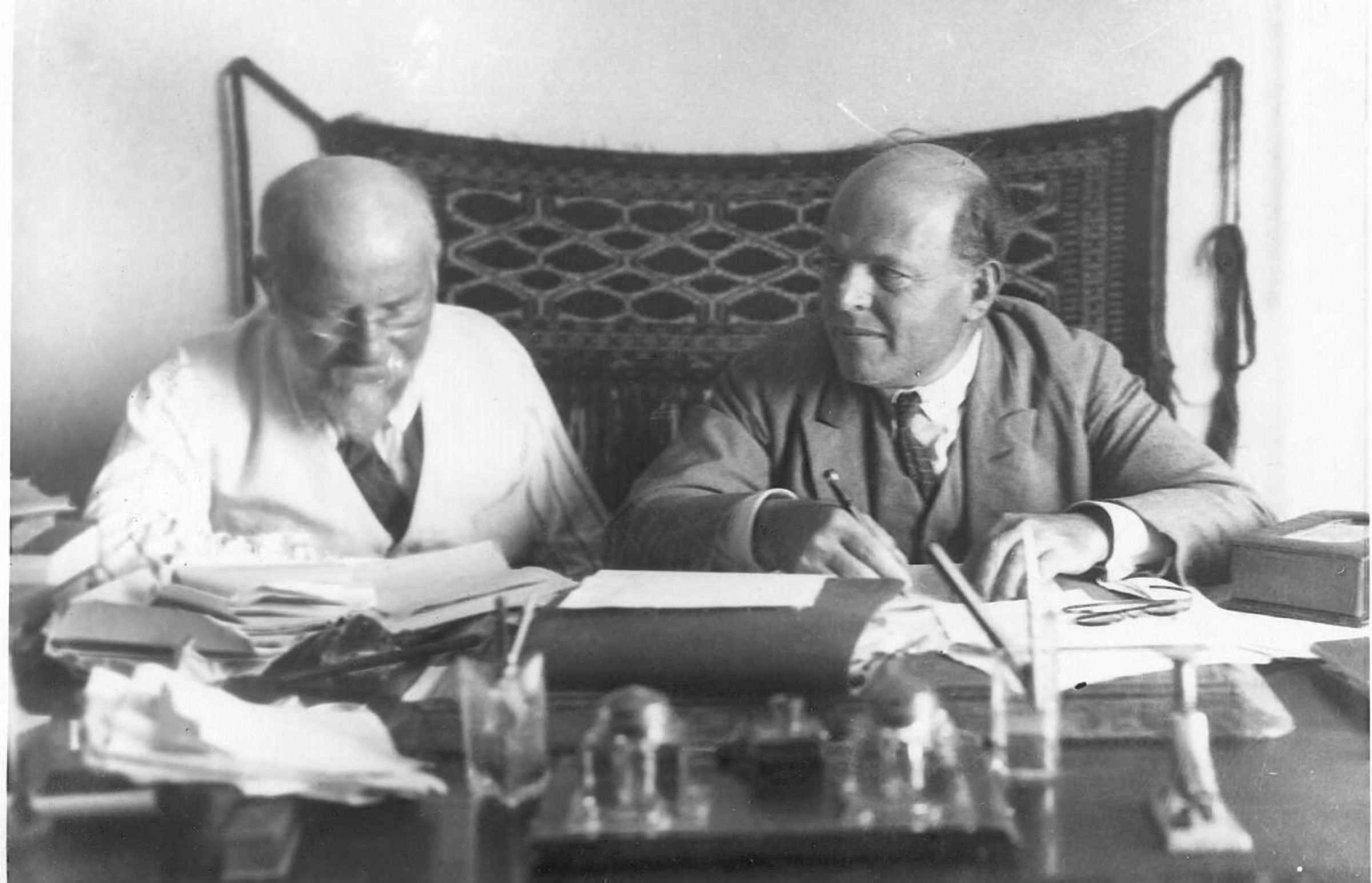
Rawnitzki und Bialik im Arbeitszimmer des Beit Bialik vor 1934

Im Umfeld der oft einstöckigen Ursprungsbebauung von Tel Aviv ha-Qtannah nahm sich der Beit Bialik monumental aus. Bialik war ein Mittelpunkt im öffentlichen Leben Tel Avivs und sein Zuhause war eine Art Kulturzentrum. Im Hause trafen sich Schriftsteller und überhaupt alles, was im Bereich hebräischer und zionistischer Kultur tätig war. Der Schriftstellerverband wählte Bialik 1928 zu seinem Präsidenten und wieder bis zu seinem Tode, auch stand er dem Waʿad ha-Laschon ha-ʿIvrit (Komitee der hebräischen Sprache) vor, Verband und Komitee tagten regelmäßig im Hause. Bialik hatte ständig Gäste, Tel Aviver besuchten Bialik wie Chassidim einen Rabbi, suchten Rat, Aufmunterung, gar Namensvorschläge für Neugeborene, Bialik legte schließlich Besuchszeiten fest. Für ausländische Besucher war die Begegnung mit ihm Höhepunkt der Palästinareise.
Ein Kollege Bialiks, Salman Schneʾur, beschrieb den Beit Bialik poetisch als „Festung des Verlags Dvir“ (מְצוּדַת הוֹצָאַת דְּבִיר), des Wartturms wegen und verglich dessen orientalische Kuppe mit dem Pittam (פִּטָּם Piṭṭam) eines koscheren Ethrogs (אֶתְרוֹג נֶהֱדָר עִם פִּטָּם), womit er das Haus einen herrlichen Paradiesapfel nannte, ein wahrlich gutes Haus, das dem Gast stets einen Tee und Plausch bot. Das Haus diente Bialik bis in die letzten Jahre seines Lebens als Wohn- und Arbeitsort. Seinen Verlag Dvir leitete er vom Hause aus, sein Arbeitszimmer war Verlagsredaktion. Bialik, der hebräische Prosaist, führte seine Arbeiten als Kompilator wie Reeditor vormoderner Texte, als Essayist, Publizist, Redner und Herausgeber im neuen Hause erfolgreich fort. Seine Gattin Maniah 'Manitschka' Bialik, die 41 Jahre an seiner Seite stand, war stets Erstleserin und Kritikerin seiner Schriften.

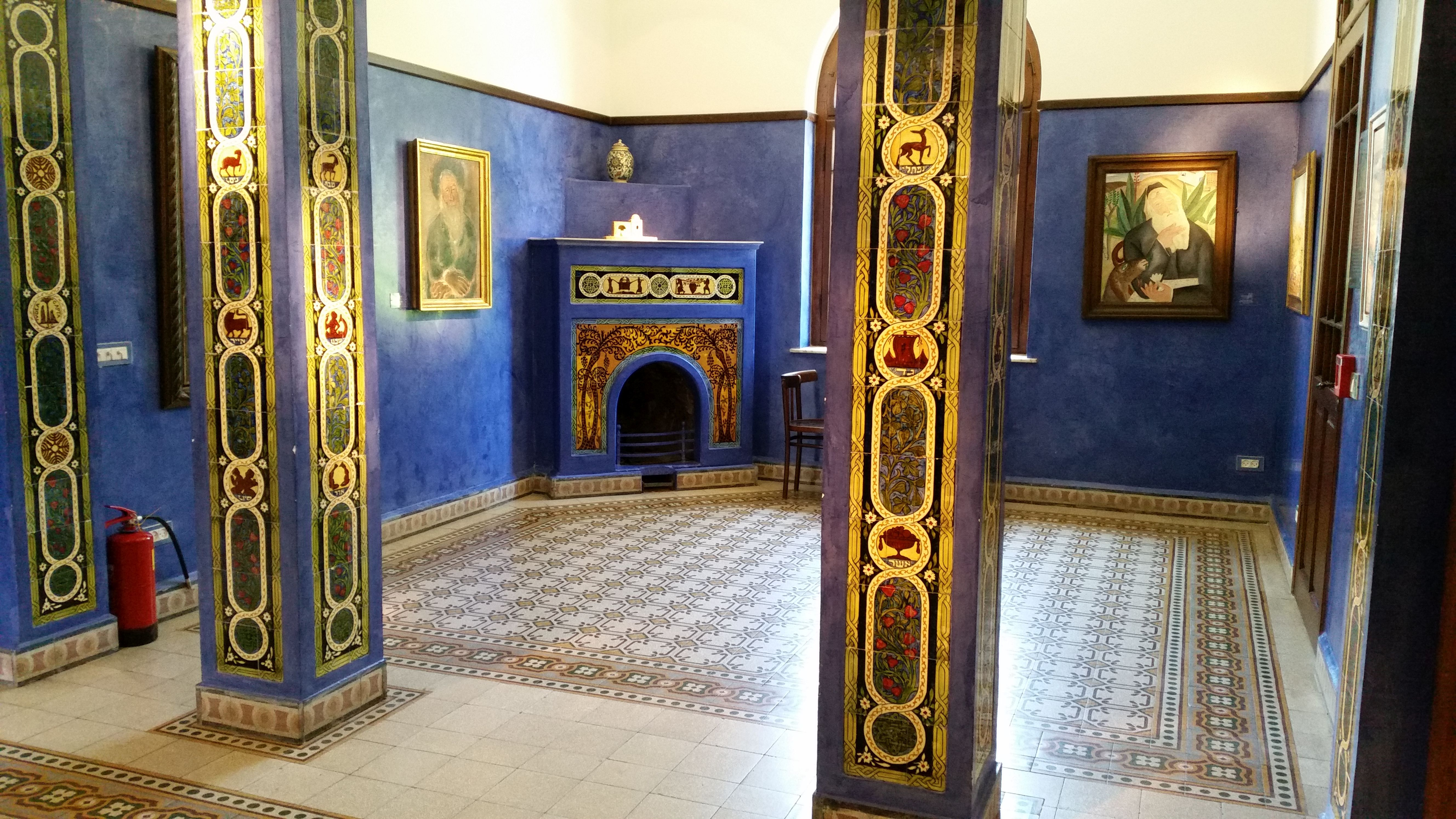
Kamin- oder Empfangsraum von der Halle her, 2015

Zum Dichten allerdings fand er im Hause nicht die Muße. Außer einem Poem zum 25. Jubiläum der Gründung Tel Avivs 1933, kam er nur im Ausland zum Dichten. Bialik suchte oft Inspiration und Ruhe außer Haus, so dass er in den knapp zehn Jahren als dessen Eigentümer — alle Aufenthalte andernorts zusammengenommen — praktisch fünf Jahre außerhalb Tel Avivs verbrachte, 1926 auf Lese- und Vortragsreise in den USA, zur Behandlung der Gallensteine auf Kur in Marienbad, sommers im kühleren Jerusalem oder Safed. Schließlich zogen die Bialiks Ende 1933 vermittelt durch ihren Möbelschreiner und Freund Avraham Krinitzi (אַבְרָהָם קְרִינִיצִי; 1886–1969), 1926 bis 1969 Bürgermeister Ramat Gans, in eben jenen ruhigeren Vorort, damals am Rande des Ballungsraums Tel Avivs, und vermieteten ihr Haus in Tel Aviv an Südafrikaner.
Mitte 1934 begab sich Bialik zum wiederholten Male in Behandlung wegen seiner Gallensteine, diesmal in Wien. Der österreichische Journalist und Semitist Moscheh Ungerfeld stand Bialik während seines Krankenaufenthalts bis zum Tode bei. Nach seiner Operation starb Bialik in der Rekonvaleszenz am 4. Juli 1934. Am 16. August trafen Bialiks sterbliche Überreste aus Wien ein und Zehntausende gaben ihm ein letztes Geleit durch Tel Avivs Straßen auch vorbei am Beit Bialik zum nahen Trumpeldor-Friedhof.

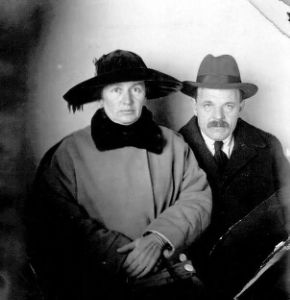
Manja Bialik und Gatte, 1925

Nach dem Tod ihres Mannes stiftete die Witwe Manja Bialik (מָאנְיָה בִּיאָלִיק; 1876–1972) das Haus der Stadt, um es der Öffentlichkeit zugänglich zu erhalten. Im Gegenzug erhielt die Witwe eine bescheidene Wohnung im Rechov Melchett 3, wo sie für den Rest ihres Lebens wohnte. Bialiks Freunde und Schätzer seiner Kunst gründeten die ʿAmuttat Bialik (עֲמֻתַּת בִּיאָלִיק ‚Bialik-Vereinigung‘), die Geld sammelte, Trägerin des Hauses wurde, es renovieren ließ und schließlich als Museum, Bibliothek und Archiv der Öffentlichkeit öffnete. Als Tag der Eröffnung wählte man den dritten Todestag Bialiks, den 21. Tammus 5697, der auf den 30. Juni 1937 fiel.
Organisationen, denen Bialik vorstand, richteten ihre Veranstaltungen wieder teils im Beit Bialik aus, darunter auch der Tel Aviver Zweig der Freunde der Hebräischen Universität. Die Bialik-Vereinigung berief Schlomoh Hillels (1873–1953) als ersten Direktor, der das Nutzungskonzept entwarf, dass dann 50 Jahre nahezu unverändert blieb. Besuche im Beit Bialik wurden fester Bestandteil des schulischen Curriculums, so dass praktisch alle Schulklassen der Jahrgänge 1 bis 3 aus dem Großraum Tel Aviv an Führungen durch Bialiks Haus teilnahmen.

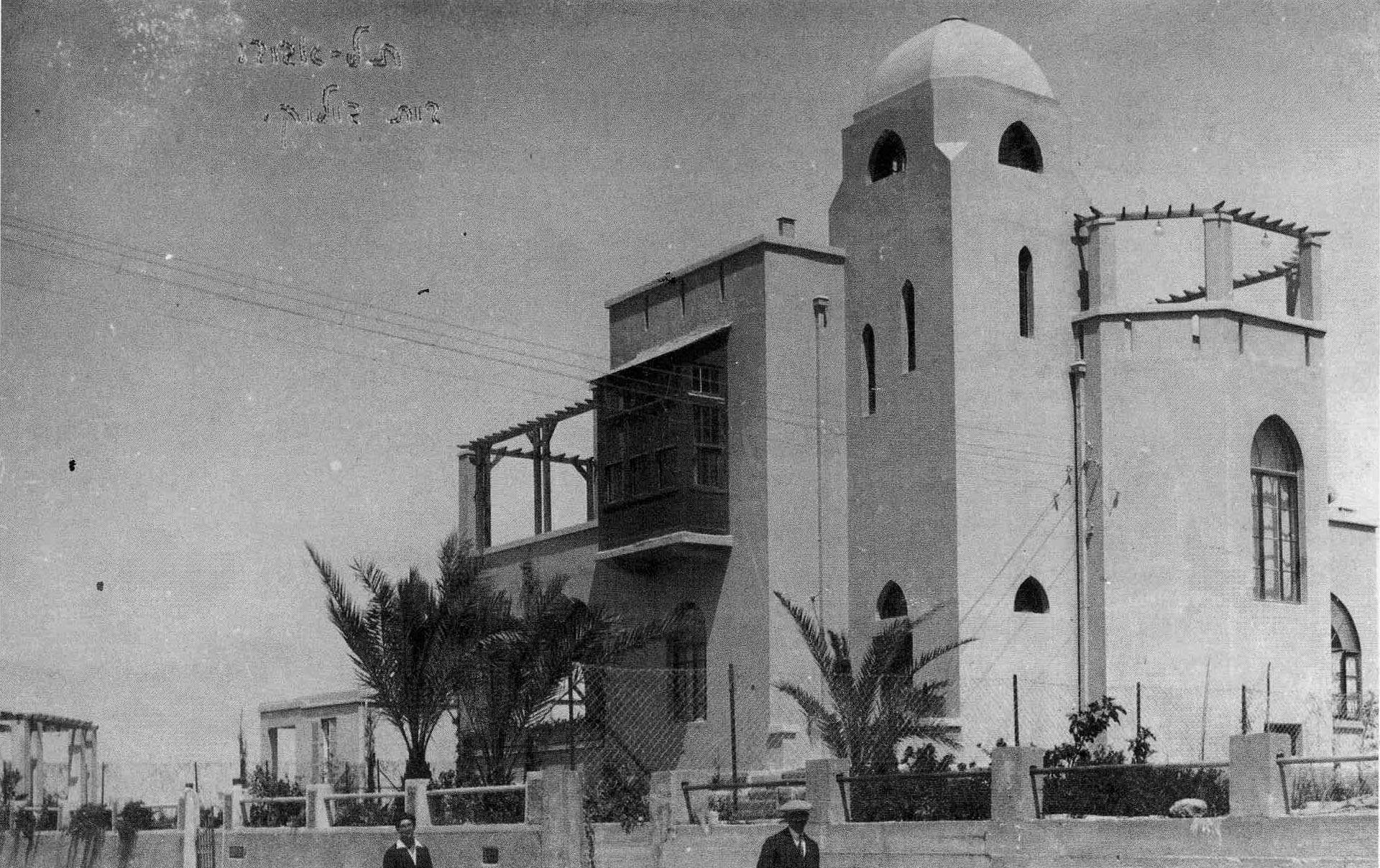
Beit Bialik in den 1920er Jahren

Hillels folgte Moscheh Ungerfeld, der kurz nach dem Anschluss Österreichs nach Palästina geflohen war. Bis zu seinem Tode 1983 prägte Ungerfeld als Enthusiast des Werkes und der Person Bialiks die Arbeit des Beit Bialik. Ungerfeld mühte sich Bialiks Andenken zu erhalten und sein Werk populär zu machen, er hatte Abgrenzungsprobleme zur Person Bialik. Ungerfeld baute einen erheblichen Bestand an Forschungsliteratur zu Bialik und seinem Werk auf. In den letzten zehn Jahren seines Direktorats kam zunehmend Kritik an Ungerfelds Arbeit auf. Ziva Shamir, 1970 bis 2010 Literaturwissenschaftlerin und Bialik-Expertin an der Universität Tel Aviv, deckte auf, dass Ungerfeld — im Streben Bialiks Bild zu idealisieren —, Liebesbriefe im Archiv zu verbergen suchte, die von Bialiks außerehelichen Liaison mit der Malerin Ira Jan (1869–1919) künden. Mit Ungerfelds Tod endete eine Epoche.
Die Stadt Tel Aviv beschloss 1984 die Renovierung des Beit Bialik, die sieben Jahre bis September 1991 dauerte. Finanziers waren Bank Leʾummi, Stadtkommune Tel Aviv und Qeren Tel Aviv le-Fittuach (קֶרֶן תֵּל־אָבִיב לְפִתּוּחַ ‚Tel Aviv-Fonds für Entwicklung‘). Im Zuge der Renovierung wurden auch die Gemälde in Bialiks Sammlung restauriert darunter Werke Chaim Gliksbergs, Pinchas Litwinowskys und Reʾuven Rubins. Auch wurde der unter Ungerfeld auf über 1'000 Exemplare gewachsene Bestand an Photographien, v. a. der 1930er Jahre, katalogisiert, derjenige an Briefen geordnet. Die bis dahin allen Nutzern offenstehende Bibliothek wurden als Fachbibliothek für Forscher reorganisiert, der auch Bialiks privater Buchbestand eingegliedert wurde, den Ungerfeld im Archiv verwahrt hatte.

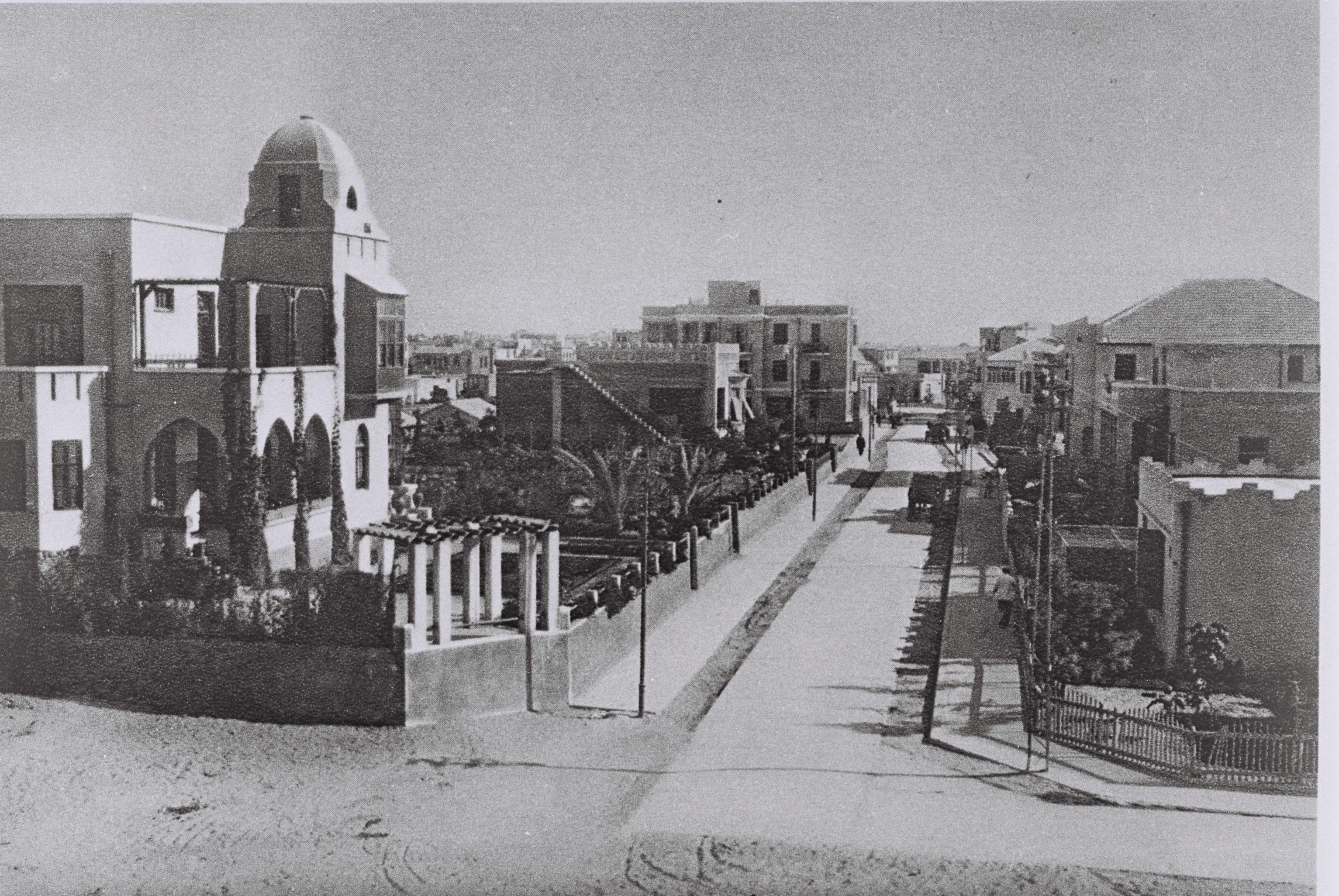
Blick 1926 südwärts durch den Rechov Bialik mit Beit Bialik

Tel Avivs ehemalige Stadtkonservatorin und Architektin Nitza Metzger-Szmuk besorgte 2006 bis 2009 die fachgerechte Restaurierung und lieferte das Design der neuen Dauerausstellung. Finanziert wurde die Erneuerung von der damals halb städtischen und halb staatlichen Firma Atarim (אֲתָרִים) sowie dem israelischen Ministerium für Kultur und Sport. Während der Renovierung waren Gemälde aus Bialiks Sammlung als Leihgabe im Beit Rubin ausgestellt, wo zwei der Bilder im Wert von mehr als einer halben Million Dollar am 18. August 2006 gezielt gestohlen wurden.

## Baubeschreibung
Den Beit Bialik beschreibt die Architektin Tami Lerer als eine ode à la liberté de pensée (Ode an die Freiheit des Denkens). Sie schließt darauf angesichts der asymmetrischen Fassade, sparsamen Ornamente und Stuckaturen und der Nüchternheit, die alle Aufmerksamkeit auf die komplexe Komposition der Kubaturen lenken. Der Architekt Joseph Minor, der um die 40 Bauten in eklektizistischem Stil entwarf, betrachtete den Beit Bialik als Höhepunkt seines Schaffens. Minors Anklänge an orientalisierende Architektur gelten als realistisch und nicht als romantisch. Arabischem Muster folgend sind die Fenster meist klein oder unter Schatten spendenden Bauelementen eingezogen, um starke Sonneneinstrahlung zu vermeiden.

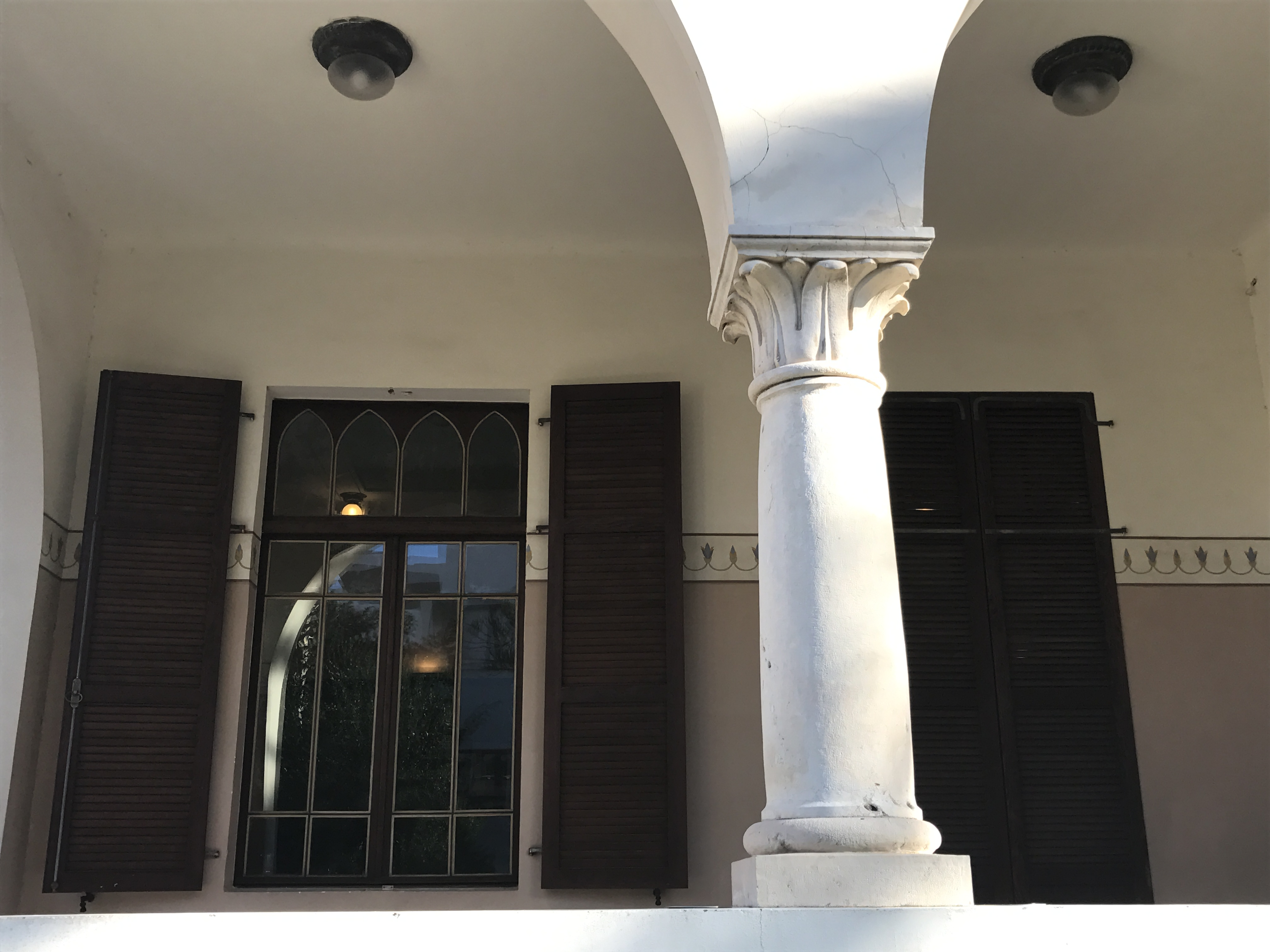
Säule im Kreuzfahrerstil mit Palmkapitell zwischen den Bögen des Balkons unten, 2017

Eigenwillig und ein Blickfang sind die ungewöhnliche Komposition auf unregelmäßigem, eher europäischem Grundriss mit Eingang, hölzernem Erker, unten eingezogenem und oben offenem Balkon zur Straßenseite im Westen, südwestlichem Wartturm, und südlicher apsidialer Erweiterung mit Drei-Achtel-Schluss, darin innen die runde Treppe aus der mittleren Halle in den ersten Stock. Der eingezogene Balkon unten wurde nach Jahren als vermauerter geschlossener Raum bis 2009 wieder geöffnet. Die Säule, die beide offenen Bögen des eingezogenen Balkons trennen, greift Formen der Kreuzritterarchitektur auf, und lässt Betrachter daher eher an ähnliche Bauelemente im fernen Italien denken. Das Palmkapitell aber, lässt assyrische Formen anklingen, womit Minor Bialiks Willen ausdrückte, sich im Orient zu verorten.
Die Einteilung der Stockwerke und Räume folgt der europäischen Tradition, der sparsame Dekor atmet arabische Einflüsse. Der Bau erstreckt sich über drei Etagen: Keller, Parterre und erstes Obergeschoss. Das Dach ist orientalischer Bautradition folgend flach und lädt in der heißen Jahreszeit mit seiner Terrasse an lauen Abenden zur Abkühlung. Der gekuppelte Wartturm ist das auffälligste orientalische Element. In ihm führt eine Treppe vom Obergeschoss hinauf zur Dachterrasse, die einer Warte ähnlich den Ausblick über die Stadt, ins Binnenland und zur See bot bzw. bietet soweit höhere Bauten neueren Datums dies zulassen. Die Form des Wartturms (מִגְדַּל צוֹפִים Migdal Zōfīm) und seine Lanzettfenster vermitteln den Eindruck eines Wehrbaus.

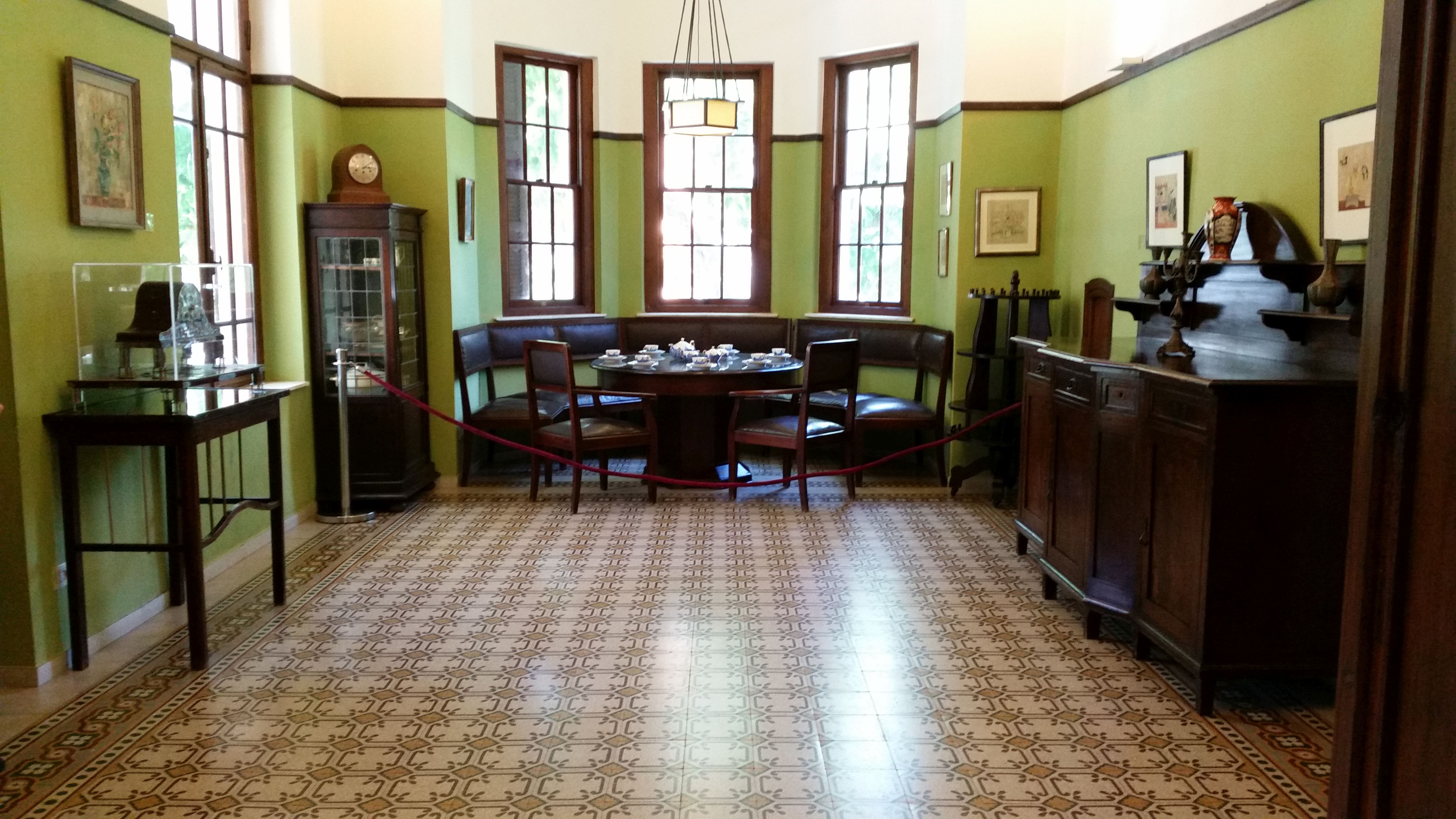
Blick durchs Esszimmer mit Tischuhr links zum Norderker mit Eckbank, 2015

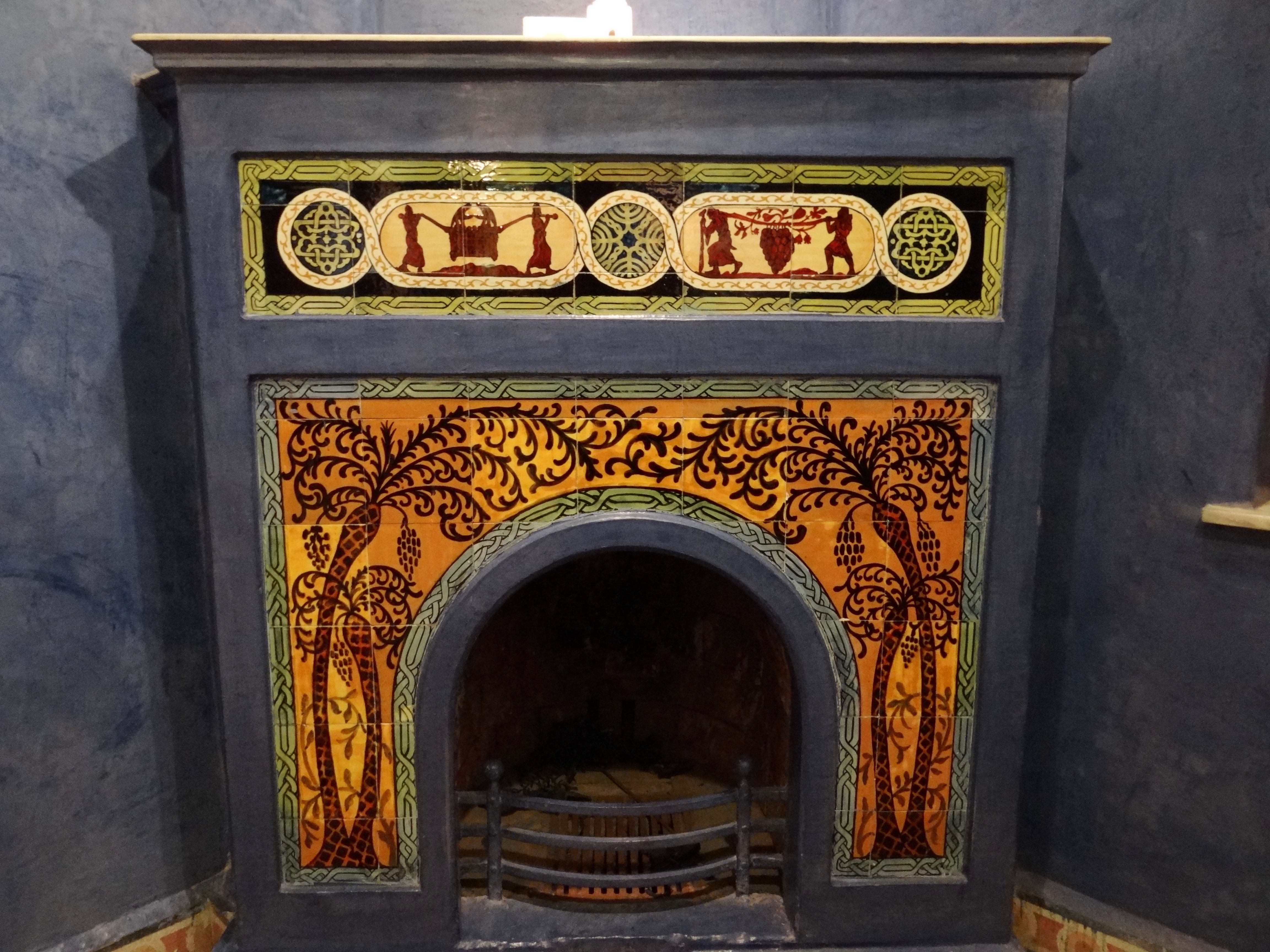
Kaminfliesen mit Bundeslade und Kalebstraube, 2014

Das Parterre im Inneren strukturiert die zentrale, breite Halle im Süden, die sich — getrennt durch eine Schiebetür — durchs ganze Haus in gleicher Breite als Esszimmer fortsetzt. Die Halle endet im Süden an der runden Treppe in den ersten Stock, die sich ins Innere des Drei-Achtel-Schlusses des südlichen Erkers einpasst. Im Norden flutet ins Esszimmer bei Tage Licht durch drei große Fenstern im Drei-Achtel-Schluss des nördlichen Erkers. In den Erker ist eine Sitzbank eingepasst, die mit einem runden Tisch und frei stehenden Stühlen ein Ensemble bildet. Bialik, der gerne gut aß, bewirtete hier seine Gäste. Die Dauerausstellung zeigt Geschirr aus dem Bestand der Bialiks. Die Wände des Esszimmers säumen Buffet und Anrichtetisch, darauf eine Tischuhr, deren Schlagwerk zu jeder vollen Stunde ha-Tiqwah spielt.

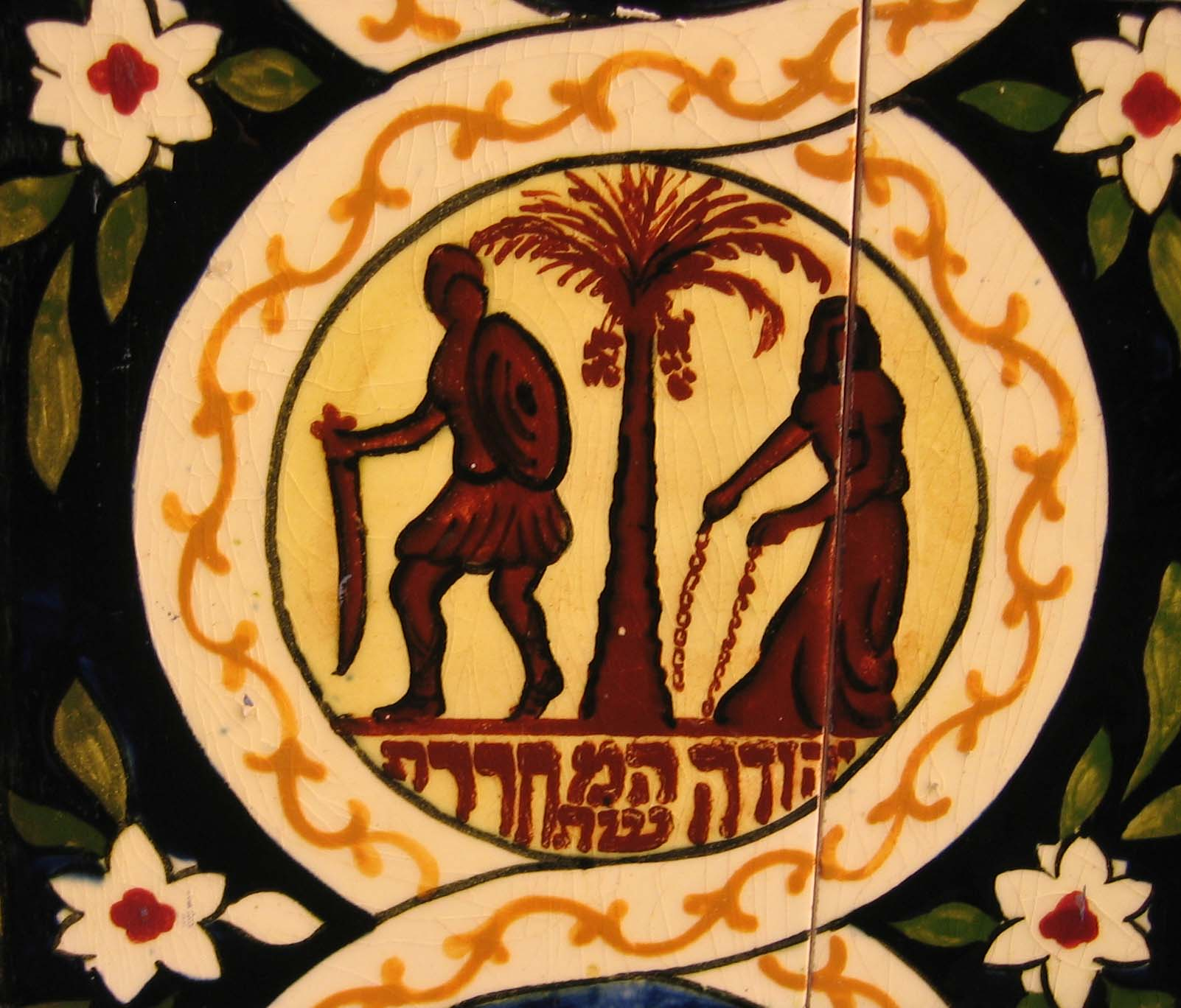
Medaillon unterschrieben mit, 2009

In der Mitte der Halle öffnet sich ein pilastergesäumter und pfeilergetragener Durchlass zum Kaminzimmer oder Empfangsraum, der durch ein Rundbogenfenster den Blick zur Straße bietet. Den Durchlass und den Kamin prägen jüdische und muslimische Motive auf Fliesen. Die Keramik schuf Seʾev Rabban (זְאֵב רַבָּן Səʾev Rabban; alias Wolf Rawicki) aus der Werkstatt der Kunstakademie Bezalʾel mit jüdischem und zionistischem Bildprogramm. Den Kamin schmücken keramische Motive der Kundschafter mit Kalebstraube (rechts) und der Rückkehr der durch Philister geraubten Bundeslade (links).
Der südliche Pfeiler zeigt Symbole der Zwölf Stämme Israels, je drei an jeder Seite, der nördliche Symbole der Monate des Jüdischen Kalenders. Der südliche Pilaster im Durchlass zeigt eine Replik der römischen Münze «Iudaea Capta» (Judäa eingenommen) zum Gedenken des regierungsseitigen Sieges im Jüdischen Krieg. Den nördlichen Pilaster ziert ein daran angelehntes Medaillon mit allegorischem Judäa seiner Ketten ledig, darunter die Inschrift «יְהוּדָה הַמִּשְׁתַּחְרֶרֶת» (Jəhūdah ha-mischtachreret, deutsch ‚das sich befreiende Judäa‘). Dieses Medaillon ist eine Darstellung von einmaliger und innovativer Symbolik für die Renaissance hebräischer Nationalität und Kultur.

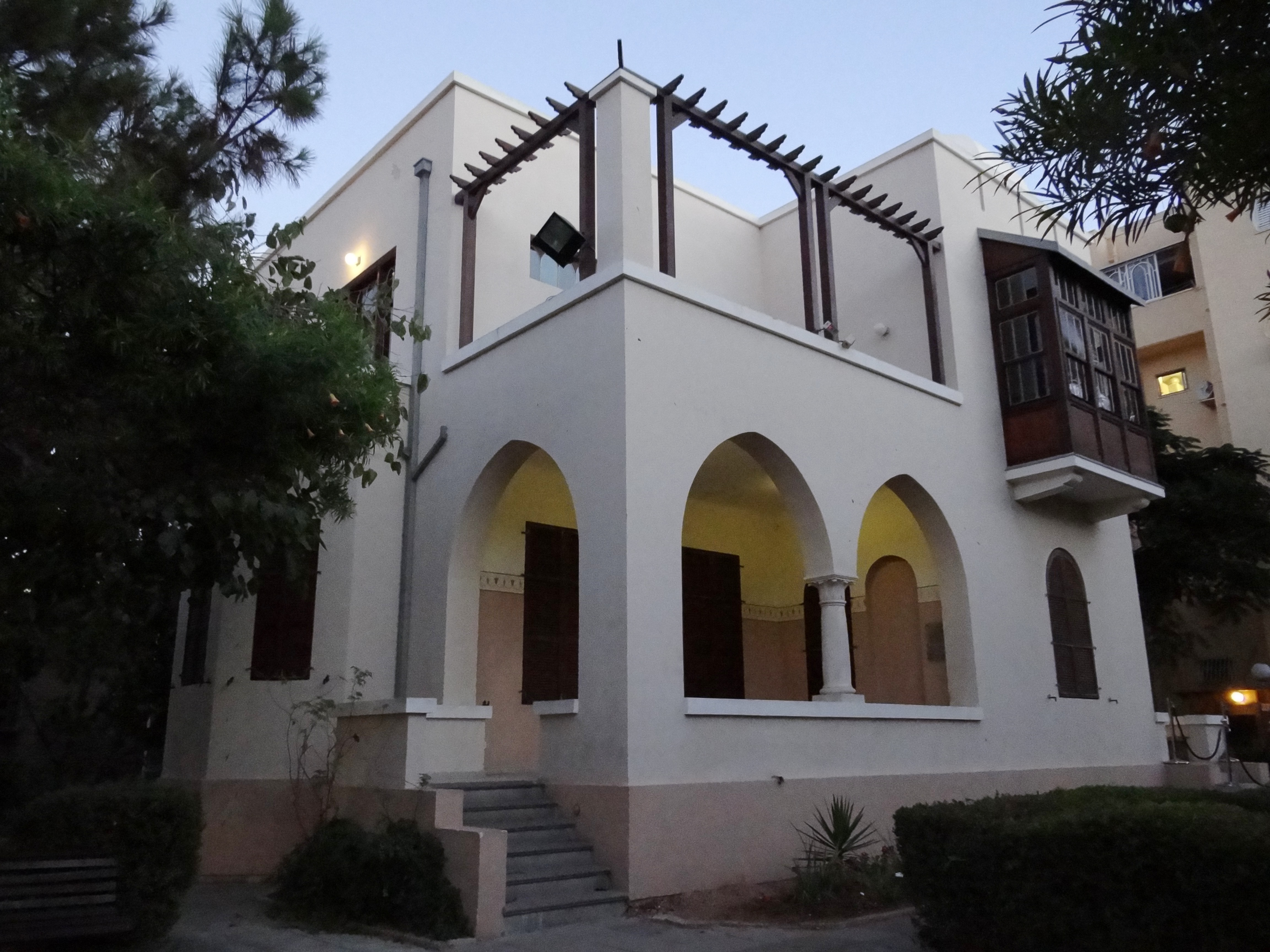
Erker, eingezogener und offener Balkon zur Straße, ersterer mit Säule, 2014

Minor entwarf auch das Interieur, Möbel, Laibungen, Treppe und Beschläge. Minors einzigartige Innenausstattung des Gebäudes, das sorgfältig abgestimmte Farbschema bilden ein anmutiges Ensemble. Schreiner Avraham Krinitzi schuf die Möbel und erledigte auch die Holzarbeiten wie den Erker, die hölzernen Pergolen am offenen oberen Balkon und auf der Dachterrasse.
Der Garten, der das Haus umgibt, ist das Werk des Landschaftsarchitekten Jechiʾel Segal (יְחִיאֵל סֶגַל; 1886–1962) und bestimmt wesentlich die orientalische Erscheinung des Ensembles des Hauses. Bialik widmete sich selbst der Gartenarbeit und pflanzte keine unnützen Pflanzen in seinem Garten, und so finden sich in dessen Ecken rechts beginnend im Uhrzeigersinn die sieben Arten von Feigen-, Granatapfel-, Ölbaum, Weinstock, Weizen, Gerste und Palme. Aus dem Norderker blickte man auf Erdbeeren, Mandelbäume und Johannisbrotbäume.

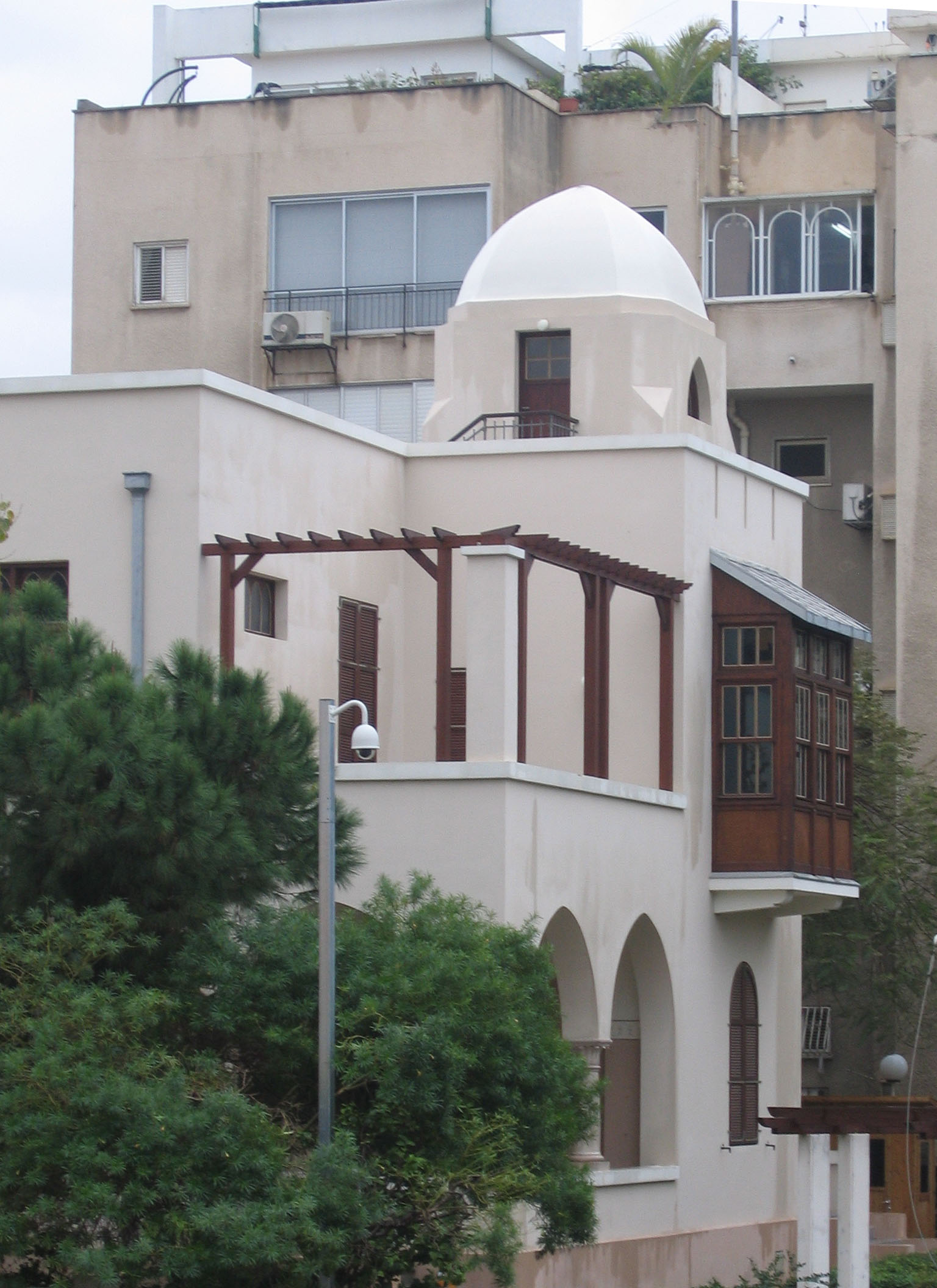
Komposition der Kubaturen des Beit Bialik mit Erker, Wartturm und Balkons, 2007

### Direktoren
Die Bialik-Vereinigung berief 1937 den ersten Direktor des Beit Bialik.
- 1937–1938: Schlomoh Hillels (שְׁלֹמֹה הִלֵּל'ס; 1873–1953)[13]
- 1939–1983: Moscheh Ungerfeld (מֹשֶׁה אוּנְגֶּרְפֶלְד; 1898–1983)[16]
- 1983–2000: Jonathan 'Gionatan' Dubossarsky (1938–2008; יוֹנָתָן דּוּבֹּוֹסַרְסְקִי), italienisch-israelischer Theaterwissenschaftler
- 2000–0000: Ayyelet Bitan Schlonsky (אַיֵּלֶת בִּיתָן שְׁלוֹנְסְקִי), Leiterin des Mitcham Bialik, wozu Beit Bialik, altes Rathaus, Beit Liebling, Beit Rubin und Felicja-Blumenthal-Zentrum für Musik gehören.
- 2001–2021: Schmuʾel Avneri, Leitung von Archiv und Forschung am Beit Bialik
- 2021–0000: ?

## Bibliographie
- Schmuʾel Avneri (שְׁמוּאֵל אַבְנֵרִי): Bialik House. Jonathan Orr-Stav (יוֹנָתָן אוֹר–סְתָיו); (Übers.), Tel Aviv-Jaffa מִתְחַם בִּיאָלִיק 2009.
- Jonathan Dubossarsky (יוֹנָתָן דּוּבֹּוֹסַרְסְקִי; 1938–2008), „Beit Bialik: Das Heim des israelischen Nationaldichters“, Magali Zibaso (Übers.), in: Ariʾel: Eine Zeitschrift zur Kunst und Bildung in Israel, Nr. 104 (Oktober 1997), S. 16–27. ISSN 0004-1343.
- Jonathan Dubossarsky und Ziva Shamir (זִיוָה שָׁמִיר), The Bialik House, עִירִיַּת תֵּל־אָבִיב–יָפוֹ (Stadtkommune Tel Aviv-Jaffa; Hrsg.), Tel Aviv-Jaffa: וַיְסְהֹוף עִצּוּב וַהֲפָקָה בָּעָ״מ, 1992.
- Ori Dvir (אוֹרִי דְּבִיר; 1931–2011), נְקֻדַּת חֵן תֵּל־אָבִיב–יָפוֹ, Tel Aviv-Jaffo: מוֹדָן, neue, aktualisierte Aufl., 1991Greg. Kal. / 5752Jüd. Kal. (9.9.1991–27.9.1992).
- Tami Lerer (תָּמִי לֵרֶר), פְּאֵר וְחוֹל: אַדְרִיכָלוּת אֶקְלֶקְטִית בְּתֵל אָבִיב / Pracht auf Sanddünen: Eklektische Architektur in Tel Aviv, Tel Aviv: מֶרְכַּז בָּאוּהָאוּס, 2013, S. 226–229. ISBN 978-965-90606-9-6.
- Joachim Schlör, Tel Aviv — vom Traum zur Stadt: Reise durch Kultur und Geschichte, Frankfurt am Main: Insel, 1999, (=Insel Taschenbuch; Bd. 2514), ISBN 978-3-458-34214-4.